# 海津市
海津市（かいづし）は、岐阜県南西部にある市。西濃地域に含まれる。旧南濃町区域に山地があるが、旧海津町と旧平田町域はほぼ全域が海抜ゼロメートル地帯であり、輪中が数多く見られる。

## 地理

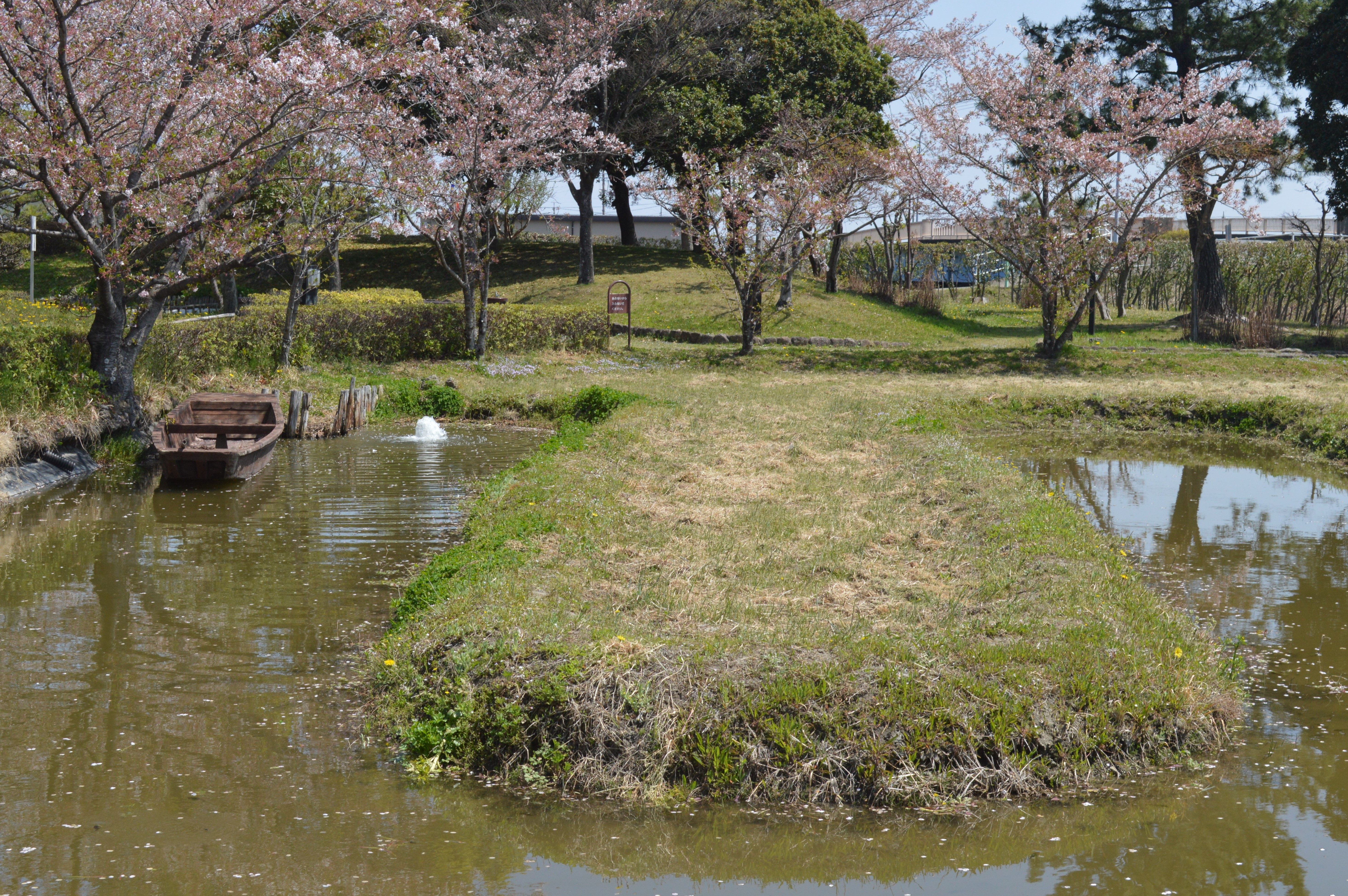
海津市歴史民俗資料館に再現されている堀田

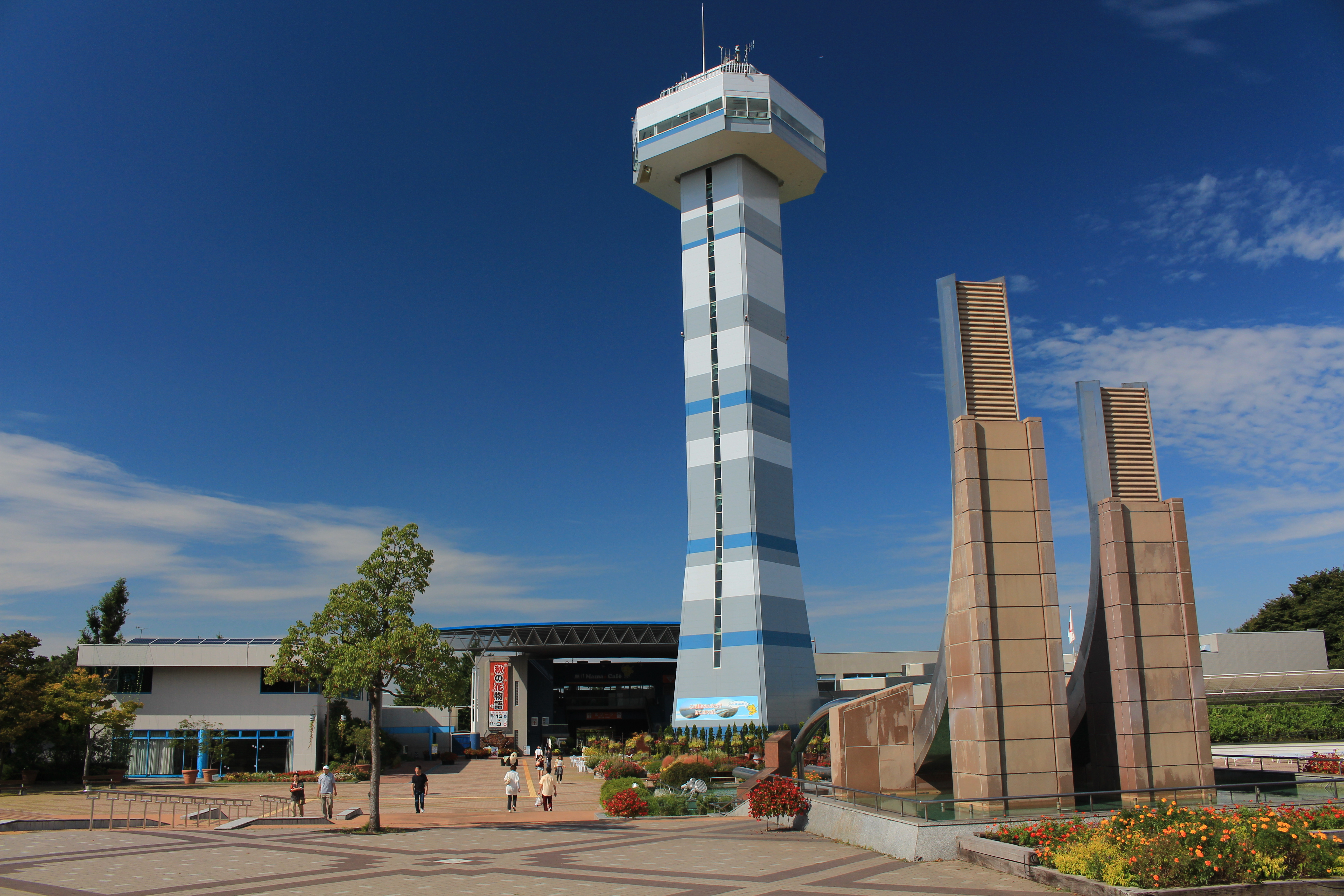
木曽三川公園展望タワー

千本松原

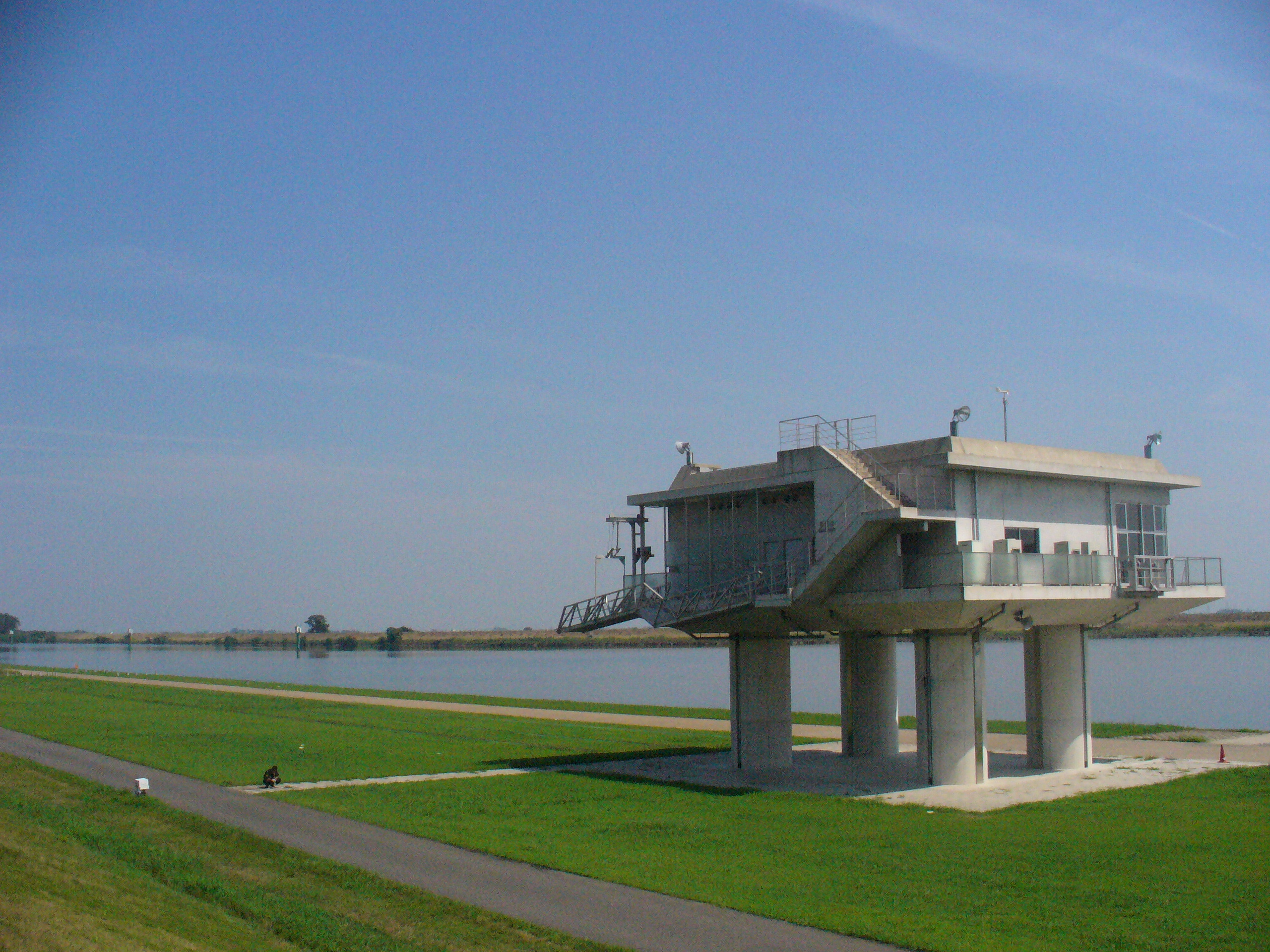
長良川国際レガッタコース

市の中央を流れる揖斐川から東側の地域では長良川との間に輪中が多くみられる。一方、揖斐川から西側の地域では養老山地があり、その麓に扇状地や平地が広がる。

### 山
- 養老山地
- 石津御嶽
- 多度山

### 河川
主な河川
- 木曽川
- 揖斐川
- 長良川
- 津屋川
- 大榑川
- 大江川
- 山除川

### 人口
31,766人令和6年5月1日現在
| |                                        |  |
| 海津市と全国の年齢別人口分布（2005年） | 海津市の年齢・男女別人口分布（2005年） |  |
| ■紫色 ― 海津市 ■緑色 ― 日本全国 | ■青色 ― 男性 ■赤色 ― 女性              |  |
| 海津市（に相当する地域）の人口の推移 \| 1970年（昭和45年） \| 31,206人 \| \| \| 1975年（昭和50年） \| 34,380人 \| \| \| 1980年（昭和55年） \| 37,671人 \| \| \| 1985年（昭和60年） \| 39,538人 \| \| \| 1990年（平成2年） \| 40,811人 \| \| \| 1995年（平成7年） \| 41,694人 \| \| \| 2000年（平成12年） \| 41,204人 \| \| \| 2005年（平成17年） \| 39,453人 \| \| \| 2010年（平成22年） \| 37,941人 \| \| \| 2015年（平成27年） \| 35,206人 \| \| \| 2020年（令和2年） \| 32,735人 \| \| |                                        |  |
| 総務省統計局 国勢調査より |                                        |  |
| 1970年（昭和45年） | 31,206人                               |  |
| 1975年（昭和50年） | 34,380人                               |  |
| 1980年（昭和55年） | 37,671人                               |  |
| 1985年（昭和60年） | 39,538人                               |  |
| 1990年（平成2年） | 40,811人                               |  |
| 1995年（平成7年） | 41,694人                               |  |
| 2000年（平成12年） | 41,204人                               |  |
| 2005年（平成17年） | 39,453人                               |  |
| 2010年（平成22年） | 37,941人                               |  |
| 2015年（平成27年） | 35,206人                               |  |
| 2020年（令和2年） | 32,735人                               |  |

### 地名・町名
海津市の地名を参照

## 歴史

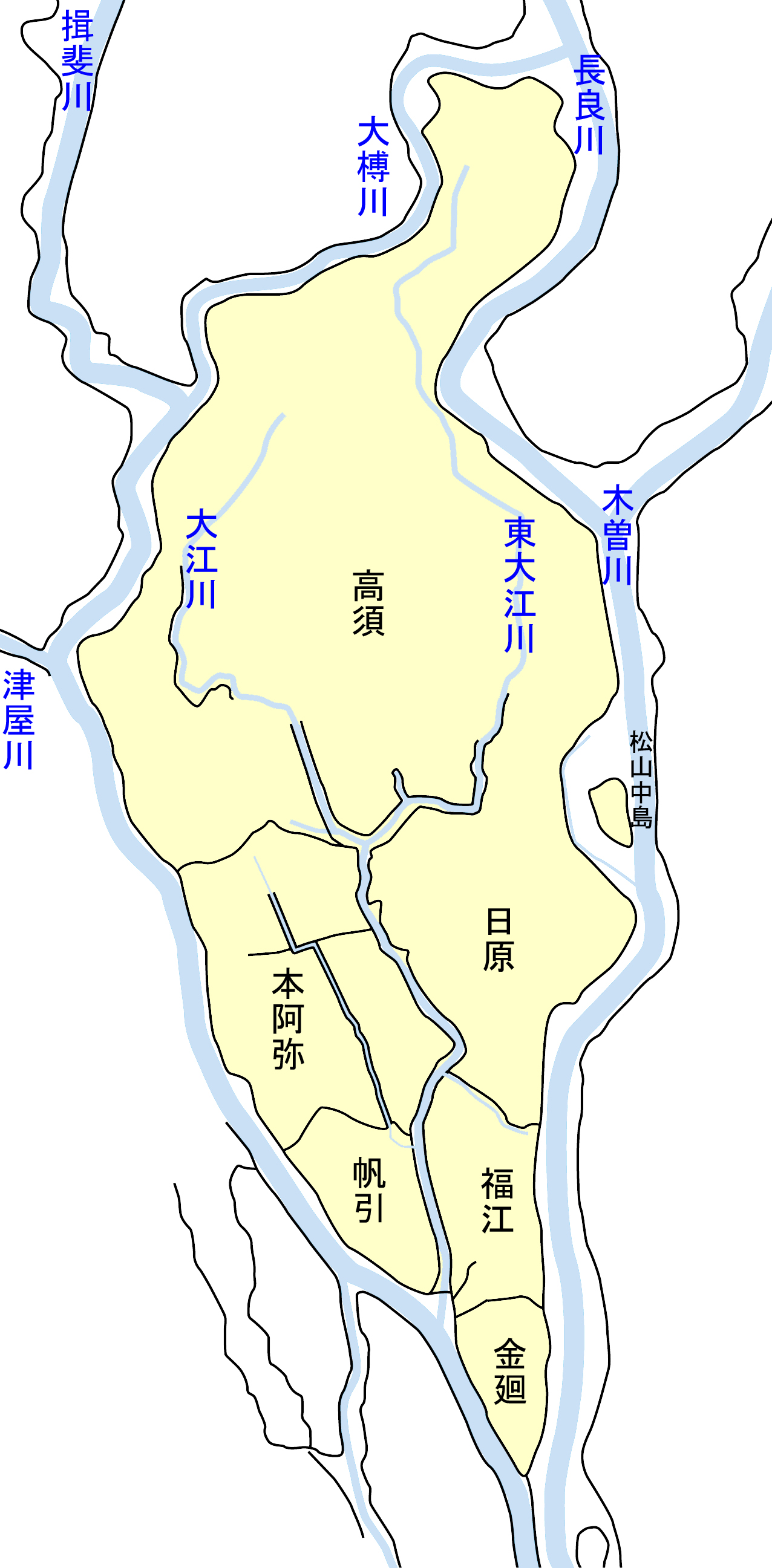
木曽三川分流工事前の海津市中心地の様子

### 縄文時代
南濃町羽沢に貝塚（羽沢貝塚）があり、土器・石器・人骨・甕棺が出土していることから、遅くとも縄文晩期後半（約2500年前）には海津一帯に縄文人が定住していたと考えられる。なお、この時代の海津は海に面しており、貝塚からはヤマトシジミなどが見つかっている。

### 中世
1606年（慶長11年）ごろ - 標高が低いために高潮などによる水害に苦しんだ農民たちが、それまで下流側に堤防がない「尻無堤」に堤防を追加し、集落全体を囲う最初の輪中である高須輪中が完成した。その後周辺の集落もこれに習い、周辺地域には数十の輪中が形成された。木曽川や長良川の強力な水流が作りかけの堤防を流してしまうことも多く、川に人柱が捧げられることもあった。

### 近世
1700年（元禄13年） - 尾張藩主徳川光友の二男松平義行が高須に封じられた時、行基創建の寺院跡といわれていた場所に、松平家の菩提寺として1705年（宝永2年）に再建されて行基寺と命名された。地元産の河戸石を用いた城郭造りで、濃尾平野を一望できる山腹にある。
木曽三川の全てが集中するという地理上の理由と、「堤を作るときは尾張藩の御囲堤（おかこいづつみ）より3尺（約91cm）低く堤防を作らなければならない」という幕府の命令により、江戸時代の海津市周辺は洪水が多発していた。これを改修するために薩摩藩士が動員され、そのうち33名が病死、平田靱負をはじめとする51名が引責、または、幕府への抗議のため自害した（宝暦治水）。治水神社は彼らを祭神とする。
宝暦治水は絶大な効果を挙げるように思われていたものの、完成した堤が川底への土砂の堆積を促したため実際には輪中地帯の洪水の回数はむしろ増加した。したがって明治期のお雇い外国人であるヨハネス・デ・レーケによる木曽三川分流工事が行われるまで、輪中地域はたびたびの洪水被害に苦しんだ。

### 近代・現代

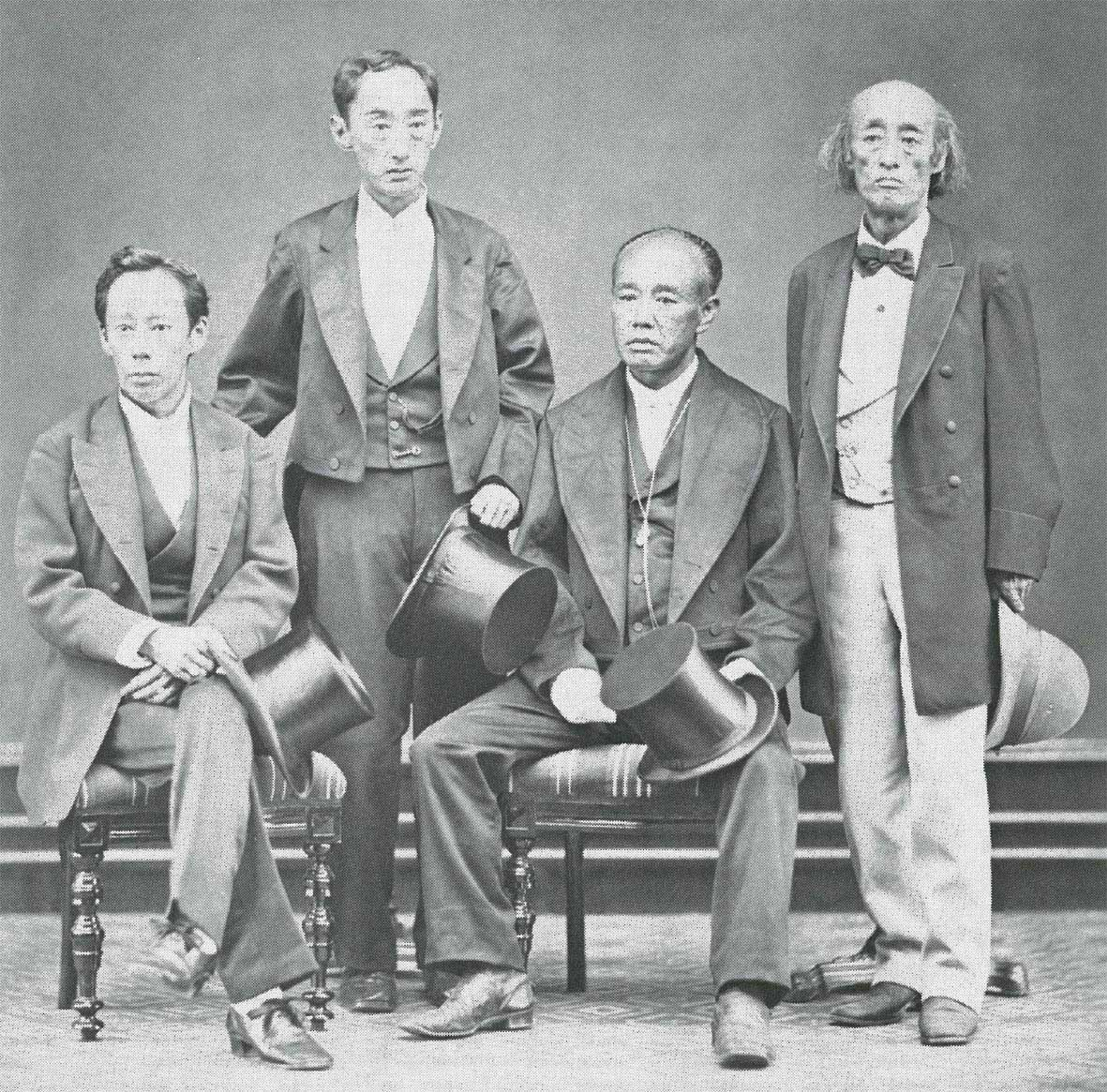
高須四兄弟（明治11年9月撮影）
左から松平定敬、松平容保、徳川茂栄、徳川慶勝

高須藩から、徳川慶勝や松平容保をはじめ高須四兄弟を輩出した。彼らは後に、全員が主要な藩の跡目を継ぎ、旧幕府と新政府の両政府で中心的な役割を果たした。彼らは、それぞれ新政府側、旧幕府側に分かれたとはいえ兄弟間の関係は良く、1878年（明治11年）には4人揃って撮影された記念写真が現存している。
1883年（明治16年）11月1日、三重県桑名郡の金廻村・油島新田・江内村を岐阜県下石津郡が編入。 

### 自治体域の変遷
- 1889年（明治22年）7月1日 - 町村制施行(1町34村) 
  - 高須町、高須村、萱野村、札野村、内記村、馬目村、福岡村、日下丸村、西小島村、東小島村 (高須町 → 海津町 → 海津市)
  - 稲山村、安田村、安田新田、本阿弥新田、沼新田、帆引新田、深浜村 (西江村 → 海津町 → 海津市)
  - 万寿新田 (西江村及び大江村 → 海津町 → 海津市)
  - 福江村、金廻村、油島村、古中島村 （大江村 → 海津町 → 海津市)
  - 西駒野村、徳田村、徳田新田、庭田村、奥条村、羽沢村、山崎村、上野河戸村 (城山町 → 南濃町 → 海津市)
  - 太田村、吉田村、田鶴村、松山村、境村 (石津村 → 南濃町 → 海津市)
- 1897年（明治30年）4月1日 - 海西郡、安八郡の一部(今尾町、高田村、三郷村、仏師川村、平原村、土倉村、脇野村、西島村)と合併して海津郡となった[4]。
- 1954年（昭和29年）
  - 11月3日 - 城山町が池辺村のうち大字駒野新田、釜段字徳島を編入
  - 11月5日 - 城山町、石津村、下多度村が合併、南濃町を設置
- 1955年（昭和30年）
  - 1月15日 - 高須町、吉里村、東江村、大江村、西江村が合併、海津町を設置
  - 2月1日 - 海津町が今尾町字平原を編入
  - 2月1日 海西村、今尾町（字平原を除く）が合併、平田町を設置
- 1966年（昭和41年）12月2日 - 海津町と平田町大字脇野の境界変更
- 2005年（平成17年）3月28日 - 海津郡の3町、海津町、平田町、南濃町が合併、海津市を設置。これにより海津郡が消滅。

### 変遷表
| 明治元年                 | 不詳                     | 明治5年 8月              | 明治7年 9月              | 明治8年 1月                                 | 明治12年 2月18日 郡区町村 編成法施行 | 明治14年7月 -10月                    | 明治15年 9月2日          | 明治16年 10月27日 -11月1日                  | 明治18年 9月                   | 明治20年 7月12日                            | 明治22年 4月1日 -7月1日 町村制施行 | 明治30年 4月1日 郡制施行                       | 昭和29年 6月1日      | 昭和29年 11月2日 -11月3日                                  | 昭和29年 11月5日               | 昭和30年 1月15日 -2月1日                                    | 平成17年 3月28日        | 現在                 |
| ------------------------ | ------------------------ | ------------------------ | ------------------------ | ------------------------------------------- | ------------------------------------ | ------------------------------------ | ------------------------ | ------------------------------------------- | ------------------------------ | ------------------------------------------- | ---------------------------------- | ---------------------------------------------- | -------------------- | ---------------------------------------------------------- | ------------------------------ | ----------------------------------------------------------- | ----------------------- | -------------------- |
| 海西郡 幡長村            | 海西郡 幡長村            | 海西郡 幡長村            | 海西郡 幡長村            | 海西郡 幡長村                               | 海西郡 幡長村                        | 海西郡 幡長村                        | 海西郡 幡長村            | 海西郡 幡長村                               | 海西郡 幡長村                  | 海西郡 幡長村                               | 海西郡 幡長村                      | 海津郡 海西村                                  | 海津郡 海西村        | 海津郡 海西村                                              | 海津郡 海西村                  | 昭和30年 2月1日 海津郡 平田町                               | 平成17年 3月28日 海津市 | 海津市               |
| 海西郡 野寺村            | 海西郡 野寺村            | 海西郡 野寺村            | 海西郡 野寺村            | 海西郡 野寺村                               | 海西郡 野寺村                        | 海西郡 野寺村                        | 海西郡 野寺村            | 海西郡 野寺村                               | 海西郡 野寺村                  | 海西郡 野寺村                               | 海西郡 野寺村                      | 海津郡 海西村                                  | 海津郡 海西村        | 海津郡 海西村                                              | 海津郡 海西村                  | 昭和30年 2月1日 海津郡 平田町                               | 平成17年 3月28日 海津市 | 海津市               |
| 海西郡 野市場村          | 海西郡 野市場村          | 海西郡 野市場村          | 海西郡 野市場村          | 安八郡 蛇池村                               | 安八郡 蛇池村                        | 安八郡 蛇池村                        | 安八郡 蛇池村            | 安八郡 蛇池村                               | 安八郡 蛇池村                  | 安八郡 蛇池村                               | 海西郡 蛇池村                      | 海津郡 海西村                                  | 海津郡 海西村        | 海津郡 海西村                                              | 海津郡 海西村                  | 昭和30年 2月1日 海津郡 平田町                               | 平成17年 3月28日 海津市 | 海津市               |
| 安八郡 脇田村            | 安八郡 脇田村            | 安八郡 脇田村            | 安八郡 脇田村            | 安八郡 蛇池村                               | 安八郡 蛇池村                        | 安八郡 蛇池村                        | 安八郡 蛇池村            | 安八郡 蛇池村                               | 安八郡 蛇池村                  | 安八郡 蛇池村                               | 海西郡 蛇池村                      | 海津郡 海西村                                  | 海津郡 海西村        | 海津郡 海西村                                              | 海津郡 海西村                  | 昭和30年 2月1日 海津郡 平田町                               | 平成17年 3月28日 海津市 | 海津市               |
| 安八郡 須賀村            | 安八郡 須賀村            | 安八郡 須賀村            | 安八郡 須賀村            | 明治8年 6月 安八郡 勝賀村                   | 安八郡 勝賀村                        | 安八郡 勝賀村                        | 安八郡 勝賀村            | 安八郡 勝賀村                               | 安八郡 勝賀村                  | 安八郡 勝賀村                               | 海西郡 勝賀村                      | 海津郡 海西村                                  | 海津郡 海西村        | 海津郡 海西村                                              | 海津郡 海西村                  | 昭和30年 2月1日 海津郡 平田町                               | 平成17年 3月28日 海津市 | 海津市               |
| 安八郡 勝村              | 安八郡 勝村              | 安八郡 勝村              | 安八郡 勝村              | 明治8年 6月 安八郡 勝賀村                   | 安八郡 勝賀村                        | 安八郡 勝賀村                        | 安八郡 勝賀村            | 安八郡 勝賀村                               | 安八郡 勝賀村                  | 安八郡 勝賀村                               | 海西郡 勝賀村                      | 海津郡 海西村                                  | 海津郡 海西村        | 海津郡 海西村                                              | 海津郡 海西村                  | 昭和30年 2月1日 海津郡 平田町                               | 平成17年 3月28日 海津市 | 海津市               |
| 海西郡 者結村            | 海西郡 者結村            | 海西郡 者結村            | 海西郡 者結村            | 海西郡 者結村                               | 海西郡 者結村                        | 海西郡 者結村                        | 海西郡 者結村            | 海西郡 者結村                               | 海西郡 者結村                  | 海西郡 者結村                               | 海西郡 者結村                      | 海津郡 海西村                                  | 海津郡 海西村        | 海津郡 海西村                                              | 海津郡 海西村                  | 昭和30年 2月1日 海津郡 平田町                               | 平成17年 3月28日 海津市 | 海津市               |
| 海西郡 岡村              | 海西郡 岡村              | 海西郡 岡村              | 海西郡 岡村              | 海西郡 岡村                                 | 海西郡 岡村                          | 海西郡 岡村                          | 海西郡 岡村              | 海西郡 岡村                                 | 海西郡 岡村                    | 海西郡 岡村                                 | 海西郡 岡村                        | 海津郡 海西村                                  | 海津郡 海西村        | 海津郡 海西村                                              | 海津郡 海西村                  | 昭和30年 2月1日 海津郡 平田町                               | 平成17年 3月28日 海津市 | 海津市               |
| 海西郡 須脇村            | 海西郡 須脇村            | 海西郡 須脇村            | 海西郡 須脇村            | 海西郡 三郷村                               | 海西郡 三郷村                        | 海西郡 三郷村                        | 海西郡 三郷村            | 海西郡 三郷村                               | 海西郡 三郷村                  | 海西郡 三郷村                               | 海西郡 三郷村                      | 海津郡 今尾町                                  | 海津郡 今尾町        | 海津郡 今尾町                                              | 海津郡 今尾町                  | 昭和30年 2月1日 海津郡 平田町                               | 平成17年 3月28日 海津市 | 海津市               |
| 安八郡 大尻村            | 安八郡 大尻村            | 安八郡 大尻村            | 安八郡 大尻村            | 海西郡 三郷村                               | 海西郡 三郷村                        | 海西郡 三郷村                        | 海西郡 三郷村            | 海西郡 三郷村                               | 海西郡 三郷村                  | 海西郡 三郷村                               | 海西郡 三郷村                      | 海津郡 今尾町                                  | 海津郡 今尾町        | 海津郡 今尾町                                              | 海津郡 今尾町                  | 昭和30年 2月1日 海津郡 平田町                               | 平成17年 3月28日 海津市 | 海津市               |
| 安八郡 車戸村            | 安八郡 車戸村            | 安八郡 車戸村            | 安八郡 車戸村            | 海西郡 三郷村                               | 海西郡 三郷村                        | 海西郡 三郷村                        | 海西郡 三郷村            | 海西郡 三郷村                               | 海西郡 三郷村                  | 海西郡 三郷村                               | 海西郡 三郷村                      | 海津郡 今尾町                                  | 海津郡 今尾町        | 海津郡 今尾町                                              | 海津郡 今尾町                  | 昭和30年 2月1日 海津郡 平田町                               | 平成17年 3月28日 海津市 | 海津市               |
| 安八郡 仏師川村          | 安八郡 仏師川村          | 安八郡 仏師川村          | 安八郡 仏師川村          | 安八郡 仏師川村                             | 安八郡 仏師川村                      | 安八郡 仏師川村                      | 安八郡 仏師川村          | 安八郡 仏師川村                             | 安八郡 仏師川村                | 安八郡 仏師川村                             | 安八郡 仏師川村                    | 海津郡 今尾町                                  | 海津郡 今尾町        | 海津郡 今尾町                                              | 海津郡 今尾町                  | 昭和30年 2月1日 海津郡 平田町                               | 平成17年 3月28日 海津市 | 海津市               |
| 安八郡 仏師川新田        | 安八郡 仏師川新田        | 安八郡 仏師川新田        | 安八郡 仏師川新田        | 安八郡 仏師川村                             | 安八郡 仏師川村                      | 安八郡 仏師川村                      | 安八郡 仏師川村          | 安八郡 仏師川村                             | 安八郡 仏師川村                | 安八郡 仏師川村                             | 安八郡 仏師川村                    | 海津郡 今尾町                                  | 海津郡 今尾町        | 海津郡 今尾町                                              | 海津郡 今尾町                  | 昭和30年 2月1日 海津郡 平田町                               | 平成17年 3月28日 海津市 | 海津市               |
| 安八郡 今尾村            | 安八郡 今尾村            | 安八郡 今尾村            | 安八郡 今尾村            | 安八郡 今尾村                               | 安八郡 今尾村                        | 安八郡 今尾村                        | 安八郡 今尾村            | 安八郡 今尾村                               | 安八郡 今尾村                  | 安八郡 今尾村                               | 安八郡 今尾町                      | 海津郡 今尾町                                  | 海津郡 今尾町        | 海津郡 今尾町                                              | 海津郡 今尾町                  | 昭和30年 2月1日 海津郡 平田町                               | 平成17年 3月28日 海津市 | 海津市               |
| 安八郡 高田村            | 安八郡 高田村            | 安八郡 高田村            | 安八郡 高田村            | 安八郡 高田村                               | 安八郡 高田村                        | 安八郡 高田村                        | 安八郡 高田村            | 安八郡 高田村                               | 安八郡 高田村                  | 安八郡 高田村                               | 安八郡 高田村                      | 海津郡 今尾町                                  | 海津郡 今尾町        | 海津郡 今尾町                                              | 海津郡 今尾町                  | 昭和30年 2月1日 海津郡 平田町                               | 平成17年 3月28日 海津市 | 海津市               |
| 安八郡 土倉村            | 安八郡 土倉村            | 安八郡 土倉村            | 安八郡 土倉村            | 安八郡 土倉村                               | 安八郡 土倉村                        | 安八郡 土倉村                        | 安八郡 土倉村            | 安八郡 土倉村                               | 安八郡 土倉村                  | 安八郡 土倉村                               | 安八郡 土倉村                      | 海津郡 今尾町                                  | 海津郡 今尾町        | 海津郡 今尾町                                              | 海津郡 今尾町                  | 昭和30年 2月1日 海津郡 平田町                               | 平成17年 3月28日 海津市 | 海津市               |
| 安八郡 脇野村            | 安八郡 脇野村            | 安八郡 脇野村            | 安八郡 脇野村            | 安八郡 脇野村                               | 安八郡 脇野村                        | 安八郡 脇野村                        | 安八郡 脇野村            | 安八郡 脇野村                               | 安八郡 脇野村                  | 安八郡 脇野村                               | 安八郡 脇野村                      | 海津郡 今尾町                                  | 海津郡 今尾町        | 海津郡 今尾町                                              | 海津郡 今尾町                  | 昭和30年 2月1日 海津郡 平田町                               | 平成17年 3月28日 海津市 | 海津市               |
| 安八郡 西島村            | 安八郡 西島村            | 安八郡 西島村            | 安八郡 西島村            | 安八郡 西島村                               | 安八郡 西島村                        | 安八郡 西島村                        | 安八郡 西島村            | 安八郡 西島村                               | 安八郡 西島村                  | 安八郡 西島村                               | 安八郡 西島村                      | 海津郡 今尾町                                  | 海津郡 今尾町        | 海津郡 今尾町                                              | 海津郡 今尾町                  | 昭和30年 2月1日 海津郡 平田町                               | 平成17年 3月28日 海津市 | 海津市               |
| 安八郡 内野村            | 安八郡 内野村            | 安八郡 内野村            | 安八郡 内野村            | 安八郡 平原村                               | 安八郡 平原村                        | 安八郡 平原村                        | 安八郡 平原村            | 安八郡 平原村                               | 安八郡 平原村                  | 安八郡 平原村                               | 安八郡 平原村                      | 海津郡 今尾町                                  | 海津郡 今尾町        | 海津郡 今尾町                                              | 海津郡 今尾町                  | 昭和30年 2月1日 海津町に編入                                | 平成17年 3月28日 海津市 | 海津市               |
| 安八郡 成田村            | 安八郡 成田村            | 安八郡 成田村            | 安八郡 成田村            | 安八郡 平原村                               | 安八郡 平原村                        | 安八郡 平原村                        | 安八郡 平原村            | 安八郡 平原村                               | 安八郡 平原村                  | 安八郡 平原村                               | 安八郡 平原村                      | 海津郡 今尾町                                  | 海津郡 今尾町        | 海津郡 今尾町                                              | 海津郡 今尾町                  | 昭和30年 2月1日 海津町に編入                                | 平成17年 3月28日 海津市 | 海津市               |
| 安八郡 下成田村          | 安八郡 下成田村          | 安八郡 下成田村          | 安八郡 下成田村          | 安八郡 平原村                               | 安八郡 平原村                        | 安八郡 平原村                        | 安八郡 平原村            | 安八郡 平原村                               | 安八郡 平原村                  | 安八郡 平原村                               | 安八郡 平原村                      | 海津郡 今尾町                                  | 海津郡 今尾町        | 海津郡 今尾町                                              | 海津郡 今尾町                  | 昭和30年 2月1日 海津町に編入                                | 平成17年 3月28日 海津市 | 海津市               |
| 石津郡 福島村            | 石津郡 福島村            | 石津郡 福島村            | 石津郡 福島村            | 石津郡 三喜村                               | 下石津郡 三喜村                      | 明治14年 11月 下石津郡 福島村        | 下石津郡 福島村          | 下石津郡 福島村                             | 下石津郡 福島村                | 下石津郡 福島村                             | 安八郡 平原村                      | 海津郡 今尾町                                  | 海津郡 今尾町        | 海津郡 今尾町                                              | 海津郡 今尾町                  | 昭和30年 2月1日 海津町に編入                                | 平成17年 3月28日 海津市 | 海津市               |
| 石津郡 内記村            | 石津郡 内記村            | 石津郡 内記村            | 石津郡 内記村            | 石津郡 三喜村                               | 下石津郡 三喜村                      | 明治14年 11月 下石津郡 内記村        | 下石津郡 内記村          | 下石津郡 内記村                             | 下石津郡 内記村                | 下石津郡 内記村                             | 下石津郡 内記村                    | 海津郡 高須町                                  | 海津郡 高須町        | 海津郡 高須町                                              | 海津郡 高須町                  | 昭和30年 1月15日 海津郡 海津町                              | 平成17年 3月28日 海津市 | 海津市               |
| 石津郡 馬目村            | 石津郡 馬目村            | 石津郡 馬目村            | 石津郡 馬目村            | 石津郡 三喜村                               | 下石津郡 三喜村                      | 明治14年 11月 下石津郡 馬目村        | 下石津郡 馬目村          | 下石津郡 馬目村                             | 下石津郡 馬目村                | 下石津郡 馬目村                             | 下石津郡 馬目村                    | 海津郡 高須町                                  | 海津郡 高須町        | 海津郡 高須町                                              | 海津郡 高須町                  | 昭和30年 1月15日 海津郡 海津町                              | 平成17年 3月28日 海津市 | 海津市               |
| 石津郡 高須村            | 石津郡 高須村            | 明治5年 石津郡 高須村    | 石津郡 高須村            | 石津郡 高須村                               | 下石津郡 高須村                      | 下石津郡 高須村                      | 下石津郡 高須村          | 下石津郡 高須村                             | 下石津郡 高須村                | 下石津郡 高須村                             | 下石津郡 高須村                    | 海津郡 高須町                                  | 海津郡 高須町        | 海津郡 高須町                                              | 海津郡 高須町                  | 昭和30年 1月15日 海津郡 海津町                              | 平成17年 3月28日 海津市 | 海津市               |
| 石津郡 高須町            | 石津郡 高須町            | 明治5年 石津郡 高須村    | 石津郡 高須村            | 石津郡 高須村                               | 下石津郡 高須村                      | 明治14年 7月 分立 下石津郡 高須町    | 下石津郡 高須町          | 下石津郡 高須町                             | 下石津郡 高須町                | 下石津郡 高須町                             | 下石津郡 高須町                    | 海津郡 高須町                                  | 海津郡 高須町        | 海津郡 高須町                                              | 海津郡 高須町                  | 昭和30年 1月15日 海津郡 海津町                              | 平成17年 3月28日 海津市 | 海津市               |
| 石津郡 札野村            | 石津郡 札野村            | 石津郡 札野村            | 石津郡 札野村            | 石津郡 札野村                               | 下石津郡 札野村                      | 下石津郡 札野村                      | 下石津郡 札野村          | 下石津郡 札野村                             | 下石津郡 札野村                | 下石津郡 札野村                             | 下石津郡 札野村                    | 海津郡 高須町                                  | 海津郡 高須町        | 海津郡 高須町                                              | 海津郡 高須町                  | 昭和30年 1月15日 海津郡 海津町                              | 平成17年 3月28日 海津市 | 海津市               |
| 石津郡 福岡村            | 石津郡 東駒野村          | 石津郡 東駒野村          | 石津郡 東駒野村          | 石津郡 東駒野村                             | 下石津郡 東駒野村                    | 下石津郡 東駒野村                    | 下石津郡 東駒野村        | 下石津郡 東駒野村                           | 明治18年 9月 下石津郡 福岡村   | 下石津郡 福岡村                             | 下石津郡 福岡村                    | 海津郡 高須町                                  | 海津郡 高須町        | 海津郡 高須町                                              | 海津郡 高須町                  | 昭和30年 1月15日 海津郡 海津町                              | 平成17年 3月28日 海津市 | 海津市               |
| 石津郡 日下丸村          | 石津郡 東駒野村          | 石津郡 東駒野村          | 石津郡 東駒野村          | 石津郡 東駒野村                             | 下石津郡 東駒野村                    | 下石津郡 東駒野村                    | 下石津郡 東駒野村        | 下石津郡 東駒野村                           | 明治18年 9月 下石津郡 日下丸村 | 下石津郡 日下丸村                           | 下石津郡 日下丸村                  | 海津郡 高須町                                  | 海津郡 高須町        | 海津郡 高須町                                              | 海津郡 高須町                  | 昭和30年 1月15日 海津郡 海津町                              | 平成17年 3月28日 海津市 | 海津市               |
| 石津郡 萱野村            | 石津郡 萱野村            | 石津郡 萱野村            | 石津郡 萱野村            | 石津郡 三ツ葉村 ※西小島村の (本田分) を編入 | 下石津郡 三ツ葉村                    | 明治14年 7月 下石津郡 萱野村         | 下石津郡 萱野村          | 下石津郡 萱野村                             | 下石津郡 萱野村                | 下石津郡 萱野村                             | 下石津郡 萱野村                    | 海津郡 高須町                                  | 海津郡 高須町        | 海津郡 高須町                                              | 海津郡 高須町                  | 昭和30年 1月15日 海津郡 海津町                              | 平成17年 3月28日 海津市 | 海津市               |
| 石津郡 東小島村          | 石津郡 東小島村          | 石津郡 東小島村          | 石津郡 東小島村          | 石津郡 三ツ葉村 ※西小島村の (本田分) を編入 | 下石津郡 三ツ葉村                    | 明治14年 7月 下石津郡 東小島村       | 下石津郡 東小島村        | 下石津郡 東小島村                           | 下石津郡 東小島村              | 下石津郡 東小島村                           | 下石津郡 東小島村                  | 海津郡 高須町                                  | 海津郡 高須町        | 海津郡 高須町                                              | 海津郡 高須町                  | 昭和30年 1月15日 海津郡 海津町                              | 平成17年 3月28日 海津市 | 海津市               |
| 石津郡 西小島村          | 石津郡 西小島村          | 石津郡 西小島村          | 石津郡 西小島村 (本田分) | 石津郡 三ツ葉村 ※西小島村の (本田分) を編入 | 下石津郡 三ツ葉村                    | 明治14年7月 下石津郡 西小島村        | 下石津郡 西小島村        | 下石津郡 西小島村                           | 下石津郡 西小島村              | 下石津郡 西小島村                           | 下石津郡 西小島村                  | 海津郡 高須町                                  | 海津郡 高須町        | 海津郡 高須町                                              | 海津郡 高須町                  | 昭和30年 1月15日 海津郡 海津町                              | 平成17年 3月28日 海津市 | 海津市               |
| 石津郡 西小島村          | 石津郡 西小島村          | 石津郡 西小島村          | 石津郡 西小島村 (新田分) | ※西小島村の (新田分) を編入 石津郡 稲山村   | 石津郡 稲山村                        | 石津郡 稲山村                        | 下石津郡 稲山村          | 下石津郡 稲山村                             | 下石津郡 稲山村                | 下石津郡 稲山村                             | 下石津郡 稲山村                    | 海津郡 西江村 ※万寿新田の 大江川 から西を編入  | 海津郡 西江村        | 海津郡 西江村                                              | 海津郡 西江村                  | 昭和30年 1月15日 海津郡 海津町                              | 平成17年 3月28日 海津市 | 海津市               |
| 石津郡 梶屋村            | 石津郡 梶屋村            | 石津郡 梶屋村            | 改称 石津郡 下梶村       | ※西小島村の (新田分) を編入 石津郡 稲山村   | 石津郡 稲山村                        | 石津郡 稲山村                        | 下石津郡 稲山村          | 下石津郡 稲山村                             | 下石津郡 稲山村                | 下石津郡 稲山村                             | 下石津郡 稲山村                    | 海津郡 西江村 ※万寿新田の 大江川 から西を編入  | 海津郡 西江村        | 海津郡 西江村                                              | 海津郡 西江村                  | 昭和30年 1月15日 海津郡 海津町                              | 平成17年 3月28日 海津市 | 海津市               |
| 石津郡 五町村            | 石津郡 五町村            | 石津郡 五町村            | 石津郡 五町村            | ※西小島村の (新田分) を編入 石津郡 稲山村   | 石津郡 稲山村                        | 石津郡 稲山村                        | 下石津郡 稲山村          | 下石津郡 稲山村                             | 下石津郡 稲山村                | 下石津郡 稲山村                             | 下石津郡 稲山村                    | 海津郡 西江村 ※万寿新田の 大江川 から西を編入  | 海津郡 西江村        | 海津郡 西江村                                              | 海津郡 西江村                  | 昭和30年 1月15日 海津郡 海津町                              | 平成17年 3月28日 海津市 | 海津市               |
| 石津郡 柳湊村            | 石津郡 柳湊村            | 石津郡 柳湊村            | 石津郡 柳湊村            | ※西小島村の (新田分) を編入 石津郡 稲山村   | 石津郡 稲山村                        | 石津郡 稲山村                        | 下石津郡 稲山村          | 下石津郡 稲山村                             | 下石津郡 稲山村                | 下石津郡 稲山村                             | 下石津郡 稲山村                    | 海津郡 西江村 ※万寿新田の 大江川 から西を編入  | 海津郡 西江村        | 海津郡 西江村                                              | 海津郡 西江村                  | 昭和30年 1月15日 海津郡 海津町                              | 平成17年 3月28日 海津市 | 海津市               |
| 石津郡 安田村            | 石津郡 安田村            | 石津郡 安田村            | 石津郡 安田村            | 石津郡 安田村                               | 下石津郡 安田村                      | 下石津郡 安田村                      | 下石津郡 安田村          | 下石津郡 安田村                             | 下石津郡 安田村                | 下石津郡 安田村                             | 下石津郡 安田村                    | 海津郡 西江村 ※万寿新田の 大江川 から西を編入  | 海津郡 西江村        | 海津郡 西江村                                              | 海津郡 西江村                  | 昭和30年 1月15日 海津郡 海津町                              | 平成17年 3月28日 海津市 | 海津市               |
| 石津郡 安田新田          | 石津郡 安田新田          | 石津郡 安田新田          | 石津郡 安田新田          | 石津郡 安田新田                             | 下石津郡 安田新田                    | 下石津郡 安田新田                    | 下石津郡 安田新田        | 下石津郡 安田新田                           | 下石津郡 安田新田              | 下石津郡 安田新田                           | 下石津郡 安田新田                  | 海津郡 西江村 ※万寿新田の 大江川 から西を編入  | 海津郡 西江村        | 海津郡 西江村                                              | 海津郡 西江村                  | 昭和30年 1月15日 海津郡 海津町                              | 平成17年 3月28日 海津市 | 海津市               |
| 石津郡 宮地村            | 石津郡 宮地村            | 石津郡 宮地村            | 石津郡 宮地村            | 石津郡 宮地村                               | 下石津郡 宮地村                      | 下石津郡 宮地村                      | 下石津郡 宮地村          | 下石津郡 宮地村                             | 下石津郡 宮地村                | 下石津郡 宮地村                             | 下石津郡 安田新田                  | 海津郡 西江村 ※万寿新田の 大江川 から西を編入  | 海津郡 西江村        | 海津郡 西江村                                              | 海津郡 西江村                  | 昭和30年 1月15日 海津郡 海津町                              | 平成17年 3月28日 海津市 | 海津市               |
| 石津郡 本阿弥新田        | 石津郡 本阿弥新田        | 石津郡 本阿弥新田        | 石津郡 本阿弥新田        | 石津郡 本阿弥新田                           | 下石津郡 本阿弥新田                  | 下石津郡 本阿弥新田                  | 下石津郡 本阿弥新田      | 下石津郡 本阿弥新田                         | 下石津郡 本阿弥新田            | 下石津郡 本阿弥新田                         | 下石津郡 本阿弥新田                | 海津郡 西江村 ※万寿新田の 大江川 から西を編入  | 海津郡 西江村        | 海津郡 西江村                                              | 海津郡 西江村                  | 昭和30年 1月15日 海津郡 海津町                              | 平成17年 3月28日 海津市 | 海津市               |
| 石津郡 沼新田            | 石津郡 沼新田            | 石津郡 沼新田            | 石津郡 沼新田            | 石津郡 沼新田                               | 下石津郡 沼新田                      | 下石津郡 沼新田                      | 下石津郡 沼新田          | 下石津郡 沼新田                             | 下石津郡 沼新田                | 下石津郡 沼新田                             | 下石津郡 沼新田                    | 海津郡 西江村 ※万寿新田の 大江川 から西を編入  | 海津郡 西江村        | 海津郡 西江村                                              | 海津郡 西江村                  | 昭和30年 1月15日 海津郡 海津町                              | 平成17年 3月28日 海津市 | 海津市               |
| 石津郡 帆引新田          | 石津郡 帆引新田          | 石津郡 帆引新田          | 石津郡 帆引新田          | 石津郡 帆引新田                             | 下石津郡 帆引新田                    | 下石津郡 帆引新田                    | 下石津郡 帆引新田        | 下石津郡 帆引新田                           | 下石津郡 帆引新田              | 下石津郡 帆引新田                           | 下石津郡 帆引新田                  | 海津郡 西江村 ※万寿新田の 大江川 から西を編入  | 海津郡 西江村        | 海津郡 西江村                                              | 海津郡 西江村                  | 昭和30年 1月15日 海津郡 海津町                              | 平成17年 3月28日 海津市 | 海津市               |
| 石津郡 七右衛門新田      | 石津郡 七右衛門新田      | 石津郡 七右衛門新田      | 石津郡 七右衛門新田      | 石津郡 七右衛門新田                         | 下石津郡 七右衛門新田                | 下石津郡 七右衛門新田                | 下石津郡 七右衛門新田    | 下石津郡 七右衛門新田                       | 下石津郡 七右衛門新田          | 下石津郡 七右衛門新田                       | 下石津郡 帆引新田                  | 海津郡 西江村 ※万寿新田の 大江川 から西を編入  | 海津郡 西江村        | 海津郡 西江村                                              | 海津郡 西江村                  | 昭和30年 1月15日 海津郡 海津町                              | 平成17年 3月28日 海津市 | 海津市               |
| 石津郡 深浜村            | 石津郡 深浜村            | 石津郡 深浜村            | 石津郡 深浜村            | 石津郡 深浜村                               | 下石津郡 深浜村                      | 下石津郡 深浜村                      | 下石津郡 深浜村          | 下石津郡 深浜村                             | 下石津郡 深浜村                | 下石津郡 深浜村                             | 下石津郡 深浜村                    | 海津郡 西江村 ※万寿新田の 大江川 から西を編入  | 海津郡 西江村        | 海津郡 西江村                                              | 海津郡 西江村                  | 昭和30年 1月15日 海津郡 海津町                              | 平成17年 3月28日 海津市 | 海津市               |
| 石津郡 万寿新田          | 石津郡 万寿新田          | 石津郡 万寿新田          | 石津郡 万寿新田          | 石津郡 万寿新田                             | 下石津郡 万寿新田                    | 下石津郡 万寿新田                    | 下石津郡 万寿新田        | 下石津郡 万寿新田                           | 下石津郡 万寿新田              | 下石津郡 万寿新田                           | 万寿新田 ※大江川 から西            | 海津郡 西江村 ※万寿新田の 大江川 から西を編入  | 海津郡 西江村        | 海津郡 西江村                                              | 海津郡 西江村                  | 昭和30年 1月15日 海津郡 海津町                              | 平成17年 3月28日 海津市 | 海津市               |
| 石津郡 万寿新田          | 石津郡 万寿新田          | 石津郡 万寿新田          | 石津郡 万寿新田          | 石津郡 万寿新田                             | 下石津郡 万寿新田                    | 下石津郡 万寿新田                    | 下石津郡 万寿新田        | 下石津郡 万寿新田                           | 下石津郡 万寿新田              | 下石津郡 万寿新田                           | 万寿新田 ※大江川 から東            | 万寿新田の ※大江川 から東 を編入 海津郡 大江村 | 海津郡 大江村        | 海津郡 大江村                                              | 海津郡 大江村                  | 昭和30年 1月15日 海津郡 海津町                              | 平成17年 3月28日 海津市 | 海津市               |
| 石津郡 福江村            | 石津郡 福江村            | 石津郡 福江村            | 石津郡 福江村            | 石津郡 福江村                               | 下石津郡 福江村                      | 下石津郡 福江村                      | 下石津郡 福江村          | 下石津郡 福江村                             | 下石津郡 福江村                | 下石津郡 福江村                             | 下石津郡 福江村                    | 万寿新田の ※大江川 から東 を編入 海津郡 大江村 | 海津郡 大江村        | 海津郡 大江村                                              | 海津郡 大江村                  | 昭和30年 1月15日 海津郡 海津町                              | 平成17年 3月28日 海津市 | 海津市               |
| 三重県 桑名郡廻村        | 三重県 桑名郡 金廻村     | 三重県 桑名郡 金廻村     | 三重県 桑名郡 金廻村     | 三重県 桑名郡 金廻村                        | 三重県 桑名郡 金廻村                 | 三重県 桑名郡 金廻村                 | 三重県 桑名郡 金廻村     | 明治16年 11月1日 所属変更 下石津郡 金廻村   | 下石津郡 金廻村                | 下石津郡 金廻村                             | 下石津郡 金廻村                    | 万寿新田の ※大江川 から東 を編入 海津郡 大江村 | 海津郡 大江村        | 海津郡 大江村                                              | 海津郡 大江村                  | 昭和30年 1月15日 海津郡 海津町                              | 平成17年 3月28日 海津市 | 海津市               |
| 三重県 桑名郡 油島新田   | 三重県 桑名郡 油島新田   | 三重県 桑名郡 油島新田   | 三重県 桑名郡 油島新田   | 三重県 桑名郡 油島新田                      | 三重県 桑名郡 油島新田               | 三重県 桑名郡 油島新田               | 三重県 桑名郡 油島新田   | 明治16年 11月1日 所属変更 下石津郡 油島新田 | 下石津郡 油島村                | 下石津郡 油島村                             | 下石津郡 油島村                    | 万寿新田の ※大江川 から東 を編入 海津郡 大江村 | 海津郡 大江村        | 海津郡 大江村                                              | 海津郡 大江村                  | 昭和30年 1月15日 海津郡 海津町                              | 平成17年 3月28日 海津市 | 海津市               |
| 三重県 桑名郡 江内村     | 三重県 桑名郡 江内村     | 三重県 桑名郡 江内村     | 三重県 桑名郡 江内村     | 三重県 桑名郡 江内村                        | 三重県 桑名郡 江内村                 | 三重県 桑名郡 江内村                 | 三重県 桑名郡 江内村     | 明治16年 11月1日 所属変更 下石津郡 江内村   | 下石津郡 油島村                | 下石津郡 油島村                             | 下石津郡 油島村                    | 万寿新田の ※大江川 から東 を編入 海津郡 大江村 | 海津郡 大江村        | 海津郡 大江村                                              | 海津郡 大江村                  | 昭和30年 1月15日 海津郡 海津町                              | 平成17年 3月28日 海津市 | 海津市               |
| 海西郡 古中島村          | 海西郡 古中島村          | 海西郡 古中島村          | 海西郡 古中島村          | 海西郡 古中島村                             | 海西郡 古中島村                      | 海西郡 古中島村                      | 海西郡 古中島村          | 海西郡 古中島村                             | 海西郡 古中島村                | 海西郡 古中島村                             | 下石津郡 古中島村                  | 万寿新田の ※大江川 から東 を編入 海津郡 大江村 | 海津郡 大江村        | 海津郡 大江村                                              | 海津郡 大江村                  | 昭和30年 1月15日 海津郡 海津町                              | 平成17年 3月28日 海津市 | 海津市               |
| 海西郡 外浜村            | 海西郡 外浜村            | 海西郡 外浜村            | 海西郡 外浜村            | 海西郡 外浜村                               | 海西郡 外浜村                        | 海西郡 外浜村                        | 海西郡 外浜村            | 海西郡 外浜村                               | 海西郡 外浜村                  | 海西郡 外浜村                               | 海西郡 外浜村                      | 万寿新田の ※大江川 から東 を編入 海津郡 大江村 | 海津郡 大江村        | 海津郡 大江村                                              | 海津郡 大江村                  | 昭和30年 1月15日 海津郡 海津町                              | 平成17年 3月28日 海津市 | 海津市               |
| 海西郡 森下村            | 海西郡 森下村            | 海西郡 森下村            | 海西郡 森下村            | 海西郡 森下村                               | 海西郡 森下村                        | 海西郡 森下村                        | 海西郡 森下村            | 海西郡 森下村                               | 海西郡 森下村                  | 海西郡 森下村                               | 海西郡 森下村                      | 万寿新田の ※大江川 から東 を編入 海津郡 大江村 | 海津郡 大江村        | 海津郡 大江村                                              | 海津郡 大江村                  | 昭和30年 1月15日 海津郡 海津町                              | 平成17年 3月28日 海津市 | 海津市               |
| 海西郡 石亀村            | 海西郡 石亀村            | 海西郡 石亀村            | 海西郡 石亀村            | 海西郡 石亀村                               | 海西郡 石亀村                        | 海西郡 石亀村                        | 海西郡 石亀村            | 海西郡 石亀村                               | 海西郡 石亀村                  | 海西郡 石亀村                               | 海西郡 石亀村                      | 万寿新田の ※大江川 から東 を編入 海津郡 大江村 | 海津郡 大江村        | 海津郡 大江村                                              | 海津郡 大江村                  | 昭和30年 1月15日 海津郡 海津町                              | 平成17年 3月28日 海津市 | 海津市               |
| 海西郡 松木村            | 海西郡 松木村            | 海西郡 松木村            | 海西郡 松木村            | 海西郡 松木村                               | 海西郡 松木村                        | 海西郡 松木村                        | 海西郡 松木村            | 海西郡 松木村                               | 海西郡 松木村                  | 海西郡 松木村                               | 海西郡 松木村                      | 海津郡 吉里村                                  | 海津郡 吉里村        | 海津郡 吉里村                                              | 海津郡 吉里村                  | 昭和30年 1月15日 海津郡 海津町                              | 平成17年 3月28日 海津市 | 海津市               |
| 海西郡 瀬古村            | 海西郡 瀬古村            | 海西郡 瀬古村            | 海西郡 瀬古村            | 海西郡 瀬古村                               | 海西郡 瀬古村                        | 海西郡 瀬古村                        | 海西郡 瀬古村            | 海西郡 瀬古村                               | 海西郡 瀬古村                  | 海西郡 瀬古村                               | 海西郡 瀬古村                      | 海津郡 吉里村                                  | 海津郡 吉里村        | 海津郡 吉里村                                              | 海津郡 吉里村                  | 昭和30年 1月15日 海津郡 海津町                              | 平成17年 3月28日 海津市 | 海津市               |
| 海西郡 神桐村            | 海西郡 神桐村            | 海西郡 神桐村            | 海西郡 神桐村            | 海西郡 神桐村                               | 海西郡 神桐村                        | 海西郡 神桐村                        | 海西郡 神桐村            | 海西郡 神桐村                               | 海西郡 神桐村                  | 海西郡 神桐村                               | 海西郡 神桐村                      | 海津郡 吉里村                                  | 海津郡 吉里村        | 海津郡 吉里村                                              | 海津郡 吉里村                  | 昭和30年 1月15日 海津郡 海津町                              | 平成17年 3月28日 海津市 | 海津市               |
| 海西郡 鹿野村            | 海西郡 鹿野村            | 海西郡 鹿野村            | 海西郡 鹿野村            | 海西郡 鹿野村                               | 海西郡 鹿野村                        | 海西郡 鹿野村                        | 海西郡 鹿野村            | 海西郡 鹿野村                               | 海西郡 鹿野村                  | 海西郡 鹿野村                               | 海西郡 鹿野村                      | 海津郡 吉里村                                  | 海津郡 吉里村        | 海津郡 吉里村                                              | 海津郡 吉里村                  | 昭和30年 1月15日 海津郡 海津町                              | 平成17年 3月28日 海津市 | 海津市               |
| 海西郡 鹿野一色村        | 海西郡 鹿野一色村        | 海西郡 鹿野一色村        | 海西郡 鹿野一色村        | 海西郡 鹿野一色村                           | 海西郡 鹿野一色村                    | 海西郡 鹿野一色村                    | 海西郡 鹿野一色村        | 海西郡 鹿野一色村                           | 海西郡 鹿野一色村              | 海西郡 鹿野一色村                           | 海西郡 鹿野村                      | 海津郡 吉里村                                  | 海津郡 吉里村        | 海津郡 吉里村                                              | 海津郡 吉里村                  | 昭和30年 1月15日 海津郡 海津町                              | 平成17年 3月28日 海津市 | 海津市               |
| 海西郡 成戸村            | 海西郡 成戸村            | 海西郡 成戸村            | 海西郡 成戸村            | 海西郡 成戸村                               | 海西郡 成戸村                        | 海西郡 成戸村                        | 海西郡 成戸村            | 海西郡 成戸村                               | 海西郡 成戸村                  | 海西郡 成戸村                               | 海西郡 成戸村                      | 海津郡 吉里村                                  | 海津郡 吉里村        | 海津郡 吉里村                                              | 海津郡 吉里村                  | 昭和30年 1月15日 海津郡 海津町                              | 平成17年 3月28日 海津市 | 海津市               |
| 海西郡 福一色村          | 海西郡 福一色村          | 海西郡 福一色村          | 海西郡 福一色村          | 海西郡 福一色村                             | 海西郡 福一色村                      | 海西郡 福一色村                      | 海西郡 福一色村          | 海西郡 福一色村                             | 海西郡 福一色村                | 海西郡 福一色村                             | 海西郡 福一色村                    | 海津郡 吉里村                                  | 海津郡 吉里村        | 海津郡 吉里村                                              | 海津郡 吉里村                  | 昭和30年 1月15日 海津郡 海津町                              | 平成17年 3月28日 海津市 | 海津市               |
| 海西郡 大和田村          | 海西郡 大和田村          | 海西郡 大和田村          | 海西郡 大和田村          | 海西郡 大和田村                             | 海西郡 大和田村                      | 海西郡 大和田村                      | 海西郡 大和田村          | 海西郡 大和田村                             | 海西郡 大和田村                | 海西郡 大和田村                             | 海西郡 大和田村                    | 海津郡 東江村                                  | 海津郡 東江村        | 海津郡 東江村                                              | 海津郡 東江村                  | 昭和30年 1月15日 海津郡 海津町                              | 平成17年 3月28日 海津市 | 海津市               |
| 海西郡 秋江村            | 海西郡 秋江村            | 海西郡 秋江村            | 海西郡 秋江村            | 海西郡 秋江村                               | 海西郡 秋江村                        | 海西郡 秋江村                        | 海西郡 秋江村            | 海西郡 秋江村                               | 海西郡 秋江村                  | 海西郡 秋江村                               | 海西郡 秋江村                      | 海津郡 東江村                                  | 海津郡 東江村        | 海津郡 東江村                                              | 海津郡 東江村                  | 昭和30年 1月15日 海津郡 海津町                              | 平成17年 3月28日 海津市 | 海津市               |
| 海西郡 草場村            | 海西郡 草場村            | 海西郡 草場村            | 海西郡 草場村            | 海西郡 草場村                               | 海西郡 草場村                        | 海西郡 草場村                        | 海西郡 草場村            | 海西郡 草場村                               | 海西郡 草場村                  | 海西郡 草場村                               | 海西郡 草場村                      | 海津郡 東江村                                  | 海津郡 東江村        | 海津郡 東江村                                              | 海津郡 東江村                  | 昭和30年 1月15日 海津郡 海津町                              | 平成17年 3月28日 海津市 | 海津市               |
| 海西郡 小草場新田        | 海西郡 小草場新田        | 海西郡 小草場新田        | 海西郡 小草場新田        | 海西郡 小草場新田                           | 海西郡 小草場新田                    | 海西郡 小草場新田                    | 海西郡 小草場新田        | 海西郡 小草場新田                           | 海西郡 小草場新田              | 海西郡 小草場新田                           | 海西郡 草場村                      | 海津郡 東江村                                  | 海津郡 東江村        | 海津郡 東江村                                              | 海津郡 東江村                  | 昭和30年 1月15日 海津郡 海津町                              | 平成17年 3月28日 海津市 | 海津市               |
| 海西郡 駒ヶ江村          | 海西郡 駒ヶ江村          | 海西郡 駒ヶ江村          | 海西郡 駒ヶ江村          | 海西郡 駒ヶ江村                             | 海西郡 駒ヶ江村                      | 海西郡 駒ヶ江村                      | 海西郡 駒ヶ江村          | 海西郡 駒ヶ江村                             | 海西郡 駒ヶ江村                | 海西郡 駒ヶ江村                             | 海西郡 駒ヶ江村                    | 海津郡 東江村                                  | 海津郡 東江村        | 海津郡 東江村                                              | 海津郡 東江村                  | 昭和30年 1月15日 海津郡 海津町                              | 平成17年 3月28日 海津市 | 海津市               |
| 海西郡 日原村            | 海西郡 日原村            | 海西郡 日原村            | 海西郡 日原村            | 海西郡 日原村                               | 海西郡 日原村                        | 海西郡 日原村                        | 海西郡 日原村            | 海西郡 日原村                               | 海西郡 日原村                  | 海西郡 日原村                               | 海西郡 日原村                      | 海津郡 東江村                                  | 海津郡 東江村        | 海津郡 東江村                                              | 海津郡 東江村                  | 昭和30年 1月15日 海津郡 海津町                              | 平成17年 3月28日 海津市 | 海津市               |
| 海西郡 長瀬村            | 海西郡 長瀬村            | 海西郡 長瀬村            | 海西郡 長瀬村            | 海西郡 長瀬村                               | 海西郡 長瀬村                        | 海西郡 長瀬村                        | 海西郡 長瀬村            | 海西郡 長瀬村                               | 海西郡 長瀬村                  | 海西郡 長瀬村                               | 海西郡 長瀬村                      | 海津郡 東江村                                  | 海津郡 東江村        | 海津郡 東江村                                              | 海津郡 東江村                  | 昭和30年 1月15日 海津郡 海津町                              | 平成17年 3月28日 海津市 | 海津市               |
| 海西郡 立野村            | 海西郡 立野村            | 海西郡 立野村            | 海西郡 立野村            | 海西郡 立野村                               | 海西郡 立野村                        | 海西郡 立野村                        | 海西郡 立野村            | 海西郡 立野村                               | 海西郡 立野村                  | 海西郡 立野村                               | 海西郡 立野村                      | 海津郡 東江村                                  | 海津郡 東江村        | 海津郡 東江村                                              | 海津郡 東江村                  | 昭和30年 1月15日 海津郡 海津町                              | 平成17年 3月28日 海津市 | 海津市               |
| 海西郡 長久保村          | 海西郡 長久保村          | 海西郡 長久保村          | 海西郡 長久保村          | 海西郡 長久保村                             | 海西郡 長久保村                      | 海西郡 長久保村                      | 海西郡 長久保村          | 海西郡 長久保村                             | 海西郡 長久保村                | 海西郡 長久保村                             | 海西郡 長久保村                    | 海津郡 東江村                                  | 海津郡 東江村        | 海津郡 東江村                                              | 海津郡 東江村                  | 昭和30年 1月15日 海津郡 海津町                              | 平成17年 3月28日 海津市 | 海津市               |
| 愛知県 海西郡 松山中島村 | 愛知県 海西郡 松山中島村 | 愛知県 海西郡 松山中島村 | 愛知県 海西郡 松山中島村 | 愛知県 海西郡 松山中島村                    | 愛知県 海西郡 松山中島村             | 愛知県 海西郡 松山中島村             | 愛知県 海西郡 松山中島村 | 愛知県 海西郡 松山中島村                    | 愛知県 海西郡 松山中島村       | 明治20年 7月12日 所属変更 海西郡 松山中島村 | 海西郡 松山中島村                  | 海津郡 東江村                                  | 海津郡 東江村        | 海津郡 東江村                                              | 海津郡 東江村                  | 昭和30年 1月15日 海津郡 海津町                              | 平成17年 3月28日 海津市 | 海津市               |
| 石津郡 大里村            | 石津郡 大里村            | 石津郡 大里村            | 石津郡 大里村            | 明治8年6月 石津郡 太田村                    | 下石津郡 太田村                      | 下石津郡 太田村                      | 下石津郡 太田村          | 下石津郡 太田村                             | 下石津郡 太田村                | 下石津郡 太田村                             | 下石津郡 太田村                    | 海津郡 石津村                                  | 海津郡 石津村        | 海津郡 石津村                                              | 海津郡 南濃町                  | 海津郡 南濃町                                               | 平成17年 3月28日 海津市 | 海津市               |
| 石津郡 安江村            | 石津郡 安江村            | 石津郡 安江村            | 石津郡 安江村            | 明治8年6月 石津郡 太田村                    | 下石津郡 太田村                      | 下石津郡 太田村                      | 下石津郡 太田村          | 下石津郡 太田村                             | 下石津郡 太田村                | 下石津郡 太田村                             | 下石津郡 太田村                    | 海津郡 石津村                                  | 海津郡 石津村        | 海津郡 石津村                                              | 海津郡 南濃町                  | 海津郡 南濃町                                               | 平成17年 3月28日 海津市 | 海津市               |
| 石津郡 中島村            | 石津郡 中島村            | 石津郡 中島村            | 石津郡 中島村            | 石津郡 中島村                               | 下石津郡 中島村                      | 下石津郡 中島村                      | 下石津郡 中島村          | 下石津郡 中島村                             | 下石津郡 中島村                | 下石津郡 中島村                             | 下石津郡 吉田村                    | 海津郡 石津村                                  | 海津郡 石津村        | 海津郡 石津村                                              | 海津郡 南濃町                  | 海津郡 南濃町                                               | 平成17年 3月28日 海津市 | 海津市               |
| 石津郡 内新田            | 石津郡 内新田            | 石津郡 内新田            | 石津郡 内新田            | 石津郡 内新田                               | 下石津郡 内新田                      | 下石津郡 内新田                      | 下石津郡 内新田          | 下石津郡 内新田                             | 下石津郡 内新田                | 下石津郡 内新田                             | 下石津郡 吉田村                    | 海津郡 石津村                                  | 海津郡 石津村        | 海津郡 石津村                                              | 海津郡 南濃町                  | 海津郡 南濃町                                               | 平成17年 3月28日 海津市 | 海津市               |
| 石津郡 外新田            | 石津郡 外新田            | 石津郡 外新田            | 石津郡 外新田            | 石津郡 外新田                               | 下石津郡 外新田                      | 下石津郡 外新田                      | 下石津郡 外新田          | 下石津郡 外新田                             | 下石津郡 外新田                | 下石津郡 外新田                             | 下石津郡 吉田村                    | 海津郡 石津村                                  | 海津郡 石津村        | 海津郡 石津村                                              | 海津郡 南濃町                  | 海津郡 南濃町                                               | 平成17年 3月28日 海津市 | 海津市               |
| 石津郡 亀池新田          | 石津郡 亀池新田          | 石津郡 亀池新田          | 石津郡 亀池新田          | 石津郡 亀池新田                             | 下石津郡 亀池新田                    | 下石津郡 亀池新田                    | 下石津郡 亀池新田        | 下石津郡 亀池新田                           | 下石津郡 亀池新田              | 下石津郡 亀池新田                           | 下石津郡 吉田村                    | 海津郡 石津村                                  | 海津郡 石津村        | 海津郡 石津村                                              | 海津郡 南濃町                  | 海津郡 南濃町                                               | 平成17年 3月28日 海津市 | 海津市               |
| 石津郡 亀池新田          | 石津郡 亀池新田          | 石津郡 亀池新田          | 石津郡 亀池新田          | 石津郡 亀池新田                             | 下石津郡 亀池新田                    | 下石津郡 亀池新田                    | 下石津郡 亀池新田        | 下石津郡 亀池新田                           | 下石津郡 亀池新田              | 下石津郡 亀池新田                           | 下石津郡 松山村                    | 海津郡 石津村                                  | 海津郡 石津村        | 海津郡 石津村                                              | 海津郡 南濃町                  | 海津郡 南濃町                                               | 平成17年 3月28日 海津市 | 海津市               |
| 石津郡 松山村            | 石津郡 松山村            | 石津郡 松山村            | 石津郡 松山村            | 石津郡 松山村                               | 下石津郡 松山村                      | 下石津郡 松山村                      | 下石津郡 松山村          | 下石津郡 松山村                             | 下石津郡 松山村                | 下石津郡 松山村                             |                                    | 海津郡 石津村                                  | 海津郡 石津村        | 海津郡 石津村                                              | 海津郡 南濃町                  | 海津郡 南濃町                                               | 平成17年 3月28日 海津市 | 海津市               |
| 石津郡 太田村            | 石津郡 太田村            | 海津郡 太田村            | 石津郡 田鶴村            | 石津郡 田鶴村                               | 下石津郡 田鶴村                      | 下石津郡 田鶴村                      | 下石津郡 田鶴村          | 下石津郡 田鶴村                             | 下石津郡 田鶴村                | 下石津郡 田鶴村                             | 下石津郡 田鶴村                    | 海津郡 石津村                                  | 海津郡 石津村        | 海津郡 石津村                                              | 海津郡 南濃町                  | 海津郡 南濃町                                               | 平成17年 3月28日 海津市 | 海津市               |
| 石津郡 太田新田          | 石津郡 太田新田          | 石津郡 太田新田          | 石津郡 田鶴村            | 石津郡 田鶴村                               | 下石津郡 田鶴村                      | 下石津郡 田鶴村                      | 下石津郡 田鶴村          | 下石津郡 田鶴村                             | 下石津郡 田鶴村                | 下石津郡 田鶴村                             | 下石津郡 田鶴村                    | 海津郡 石津村                                  | 海津郡 石津村        | 海津郡 石津村                                              | 海津郡 南濃町                  | 海津郡 南濃町                                               | 平成17年 3月28日 海津市 | 海津市               |
| 石津郡 下一色村          | 石津郡 下一色村          | 石津郡 下一色村          | 石津郡 下一色村          | 明治8年 6月 石津郡 境村                     | 下石津郡 境村                        | 下石津郡 境村                        | 下石津郡 境村            | 下石津郡 境村                               | 下石津郡 境村                  | 下石津郡 境村                               | 下石津郡 境村                      | 海津郡 石津村                                  | 海津郡 石津村        | 海津郡 石津村                                              | 海津郡 南濃町                  | 海津郡 南濃町                                               | 平成17年 3月28日 海津市 | 海津市               |
| 石津郡 下境村            | 石津郡 下境村            | 石津郡 下境村            | 石津郡 下境村            | 明治8年 6月 石津郡 境村                     | 下石津郡 境村                        | 下石津郡 境村                        | 下石津郡 境村            | 下石津郡 境村                               | 下石津郡 境村                  | 下石津郡 境村                               | 下石津郡 境村                      | 海津郡 石津村                                  | 海津郡 石津村        | 海津郡 石津村                                              | 海津郡 南濃町                  | 海津郡 南濃町                                               | 平成17年 3月28日 海津市 | 海津市               |
| 石津郡 西駒野村          | 石津郡 西駒野村          | 石津郡 西駒野村          | 石津郡 西駒野村          | 石津郡 西駒野村                             | 下石津郡 西駒野村                    | 下石津郡 西駒野村                    | 下石津郡 西駒野村        | 下石津郡 西駒野村                           | 下石津郡 西駒野村              | 下石津郡 西駒野村                           | 下石津郡 西駒野村                  | 海津郡 城山村 の一部                           | 海津郡 城山町 の一部 | 海津郡 城山町 の一部                                       | 海津郡 南濃町                  | 海津郡 南濃町                                               | 平成17年 3月28日 海津市 | 海津市               |
| 石津郡 徳田村            | 明治5年8月 石津郡 徳田村 | 石津郡 徳田村            | 石津郡 徳田村            | 石津郡 徳田村                               | 下石津郡 徳田村                      | 下石津郡 徳田村                      | 下石津郡 徳田村          | 下石津郡 徳田村                             | 下石津郡 徳田村                | 下石津郡 徳田村                             | 下石津郡 徳田村                    | 海津郡 城山村 の一部                           | 海津郡 城山町 の一部 | 海津郡 城山町 の一部                                       | 海津郡 南濃町                  | 海津郡 南濃町                                               | 平成17年 3月28日 海津市 | 海津市               |
| 下石津郡 徳田新田        | 明治5年8月 石津郡 徳田村 | 石津郡 徳田村            | 石津郡 徳田村            | 石津郡 徳田村                               | 下石津郡 徳田村                      | 明治14年 10月 分立 下石津郡 徳田新田 | 下石津郡 徳田新田        | 下石津郡 徳田新田                           | 下石津郡 徳田新田              | 下石津郡 徳田新田                           | 下石津郡 徳田新田                  | 海津郡 城山村 の一部                           | 海津郡 城山町 の一部 | 海津郡 城山町 の一部                                       | 海津郡 南濃町                  | 海津郡 南濃町                                               | 平成17年 3月28日 海津市 | 海津市               |
| 石津郡 庭田村            | 石津郡 庭田村            | 石津郡 庭田村            | 石津郡 庭田村            | 石津郡 庭田村                               | 下石津郡 庭田村                      | 下石津郡 庭田村                      | 下石津郡 庭田村          | 下石津郡 庭田村                             | 下石津郡 庭田村                | 下石津郡 庭田村                             | 下石津郡 庭田村                    | 海津郡 城山村 の一部                           | 海津郡 城山町 の一部 | 海津郡 城山町 の一部                                       | 海津郡 南濃町                  | 海津郡 南濃町                                               | 平成17年 3月28日 海津市 | 海津市               |
| 石津郡 奥条村            | 石津郡 奥条村            | 石津郡 奥条村            | 石津郡 奥条村            | 石津郡 奥条村                               | 下石津郡 奥条村                      | 下石津郡 奥条村                      | 下石津郡 奥条村          | 下石津郡 奥条村                             | 下石津郡 奥条村                | 下石津郡 奥条村                             | 下石津郡 奥条村                    | 海津郡 城山村 の一部                           | 海津郡 城山町 の一部 | 海津郡 城山町 の一部                                       | 海津郡 南濃町                  | 海津郡 南濃町                                               | 平成17年 3月28日 海津市 | 海津市               |
| 石津郡 羽根村            | 石津郡 羽根村            | 石津郡 羽根村            | 石津郡 羽根村            | 石津郡 羽沢村                               | 下石津郡 羽沢村                      | 下石津郡 羽沢村                      | 下石津郡 羽沢村          | 下石津郡 羽沢村                             | 下石津郡 羽沢村                | 下石津郡 羽沢村                             | 下石津郡 羽沢村                    | 海津郡 城山村 の一部                           | 海津郡 城山町 の一部 | 海津郡 城山町 の一部                                       | 海津郡 南濃町                  | 海津郡 南濃町                                               | 平成17年 3月28日 海津市 | 海津市               |
| 石津郡 馬沢村            | 石津郡 馬沢村            | 石津郡 馬沢村            | 石津郡 馬沢村            | 石津郡 羽沢村                               | 下石津郡 羽沢村                      | 下石津郡 羽沢村                      | 下石津郡 羽沢村          | 下石津郡 羽沢村                             | 下石津郡 羽沢村                | 下石津郡 羽沢村                             | 下石津郡 羽沢村                    | 海津郡 城山村 の一部                           | 海津郡 城山町 の一部 | 海津郡 城山町 の一部                                       | 海津郡 南濃町                  | 海津郡 南濃町                                               | 平成17年 3月28日 海津市 | 海津市               |
| 石津郡 山崎村            | 石津郡 山崎村            | 石津郡 山崎村            | 石津郡 山崎村            | 石津郡 山崎村                               | 下石津郡 山崎村                      | 下石津郡 山崎村                      | 下石津郡 山崎村          | 下石津郡 山崎村                             | 下石津郡 山崎村                | 下石津郡 山崎村                             | 下石津郡 山崎村                    | 海津郡 城山村 の一部                           | 海津郡 城山町 の一部 | 海津郡 城山町 の一部                                       | 海津郡 南濃町                  | 海津郡 南濃町                                               | 平成17年 3月28日 海津市 | 海津市               |
| 石津郡 上野河戸村        | 石津郡 上野河戸村        | 石津郡 上野河戸村        | 石津郡 上野河戸村        | 石津郡 上野河戸村                           | 下石津郡 上野河戸村                  | 下石津郡 上野河戸村                  | 下石津郡 上野河戸村      | 下石津郡 上野河戸村                         | 下石津郡 上野河戸村            | 下石津郡 上野河戸村                         | 下石津郡 上野河戸村                | 海津郡 城山村 の一部                           | 海津郡 城山町 の一部 | 海津郡 城山町 の一部                                       | 海津郡 南濃町                  | 海津郡 南濃町                                               | 平成17年 3月28日 海津市 | 海津市               |
| 多芸郡 駒野新田          | 多芸郡 駒野新田          | 多芸郡 駒野新田          | 多芸郡 駒野新田          | 多芸郡 駒野新田                             | 多芸郡 駒野新田                      | 多芸郡 駒野新田                      | 多芸郡 駒野新田          | 多芸郡 駒野新田                             | 多芸郡 駒野新田                | 多芸郡 駒野新田                             | 多芸郡 駒野新田                    | 養老郡 池辺村 の一部                           | 養老郡 池辺村 の一部 | 昭和29年 11月3日 城山町 ※駒野新田と 釜段の 字・徳島 を編入 | 海津郡 南濃町                  | 海津郡 南濃町                                               | 平成17年 3月28日 海津市 | 海津市               |
| 多芸郡 釜段新田          | 多芸郡 釜段新田          | 明治5年 多芸郡 志津村    | 多芸郡 釜段村            | 多芸郡 釜段村                               | 多芸郡 釜段村                        | 多芸郡 釜段村                        | 多芸郡 釜段村            | 多芸郡 釜段村                               | 多芸郡 釜段村                  | 多芸郡 釜段村                               | 多芸郡 釜段村                      | 養老郡 池辺村 の一部                           | 養老郡 池辺村 の一部 | 昭和29年 11月2日 養老郡 養老町 に編入                      | 養老郡 養老町 の一部           | 養老郡 養老町 の一部                                        | 養老郡 養老町 の一部    | 養老郡 養老町 の一部 |
| 多芸郡 志津村            | 多芸郡 志津村            | 明治5年 多芸郡 志津村    | 多芸郡 志津村            | 多芸郡 志津村                               | 多芸郡 志津村                        | 多芸郡 志津村                        | 多芸郡 志津村            | 多芸郡 志津村                               | 多芸郡 志津村                  | 多芸郡 志津村                               | 多芸郡 下多度村                    | 養老郡 下多度村                                | 養老郡 下多度村      | 養老郡 下多度村                                            | 昭和29年 11月5日 海津郡 南濃町 | 海津郡 南濃町                                               | 海津市                  | 海津市               |
| 多芸郡 志津新田          | 多芸郡 志津新田          | 多芸郡 志津新田          | 多芸郡 志津新田          | 多芸郡 志津新田                             | 多芸郡 志津新田                      | 多芸郡 志津新田                      | 多芸郡 志津新田          | 多芸郡 志津新田                             | 多芸郡 志津新田                | 多芸郡 志津新田                             | 多芸郡 下多度村                    | 養老郡 下多度村                                | 養老郡 下多度村      | 養老郡 下多度村                                            | 昭和29年 11月5日 海津郡 南濃町 | 海津郡 南濃町                                               | 海津市                  | 海津市               |
| 多芸郡 津屋村            | 多芸郡 津屋村            | 多芸郡 津屋村            | 多芸郡 津屋村            | 多芸郡 津屋村                               | 多芸郡 津屋村                        | 多芸郡 津屋村                        | 多芸郡 津屋村            | 多芸郡 津屋村                               | 多芸郡 津屋村                  | 多芸郡 津屋村                               | 多芸郡 下多度村                    | 養老郡 下多度村                                | 養老郡 下多度村      | 養老郡 下多度村                                            | 昭和29年 11月5日 海津郡 南濃町 | 海津郡 南濃町                                               | 海津市                  | 海津市               |
| 多芸郡 津屋村            | 多芸郡 津屋村            | 多芸郡 津屋村            | 多芸郡 津屋村            | 多芸郡 津屋村                               | 多芸郡 津屋村                        | 多芸郡 津屋村                        | 多芸郡 津屋村            | 多芸郡 津屋村                               | 多芸郡 津屋村                  | 多芸郡 津屋村                               | 多芸郡 下多度村                    | 養老郡 下多度村                                | 養老郡 下多度村      | 養老郡 下多度村                                            | 昭和29年 11月5日 海津郡 南濃町 | 昭和30年 4月1日 養老郡養老町 の一部 ※旧・津屋村の一部を編入 | 養老郡 養老町 の一部    | 養老郡 養老町 の一部 |
| 多芸郡 若宮村            | 多芸郡 若宮村            | 多芸郡 若宮村            | 多芸郡 若宮村            | 多芸郡 若宮村                               | 多芸郡 若宮村                        | 多芸郡 若宮村                        | 多芸郡 若宮村            | 多芸郡 若宮村                               | 多芸郡 若宮村                  | 多芸郡 若宮村                               | 多芸郡 下多度村                    | 養老郡 下多度村                                | 養老郡 下多度村      | 養老郡 下多度村                                            | 昭和29年 11月5日 海津郡 南濃町 | 昭和30年 4月1日 養老郡養老町 の一部 ※旧・津屋村の一部を編入 | 養老郡 養老町 の一部    | 養老郡 養老町 の一部 |
| 多芸郡 舟見村            | 多芸郡 舟見村            | 多芸郡 舟見村            | 多芸郡 舟見村            | 多芸郡 舟見村                               | 多芸郡 舟見村                        | 多芸郡 舟見村                        | 多芸郡 舟見村            | 多芸郡 舟見村                               | 多芸郡 舟見村                  | 多芸郡 舟見村                               | 多芸郡 下多度村                    | 養老郡 下多度村                                | 養老郡 下多度村      | 養老郡 下多度村                                            | 昭和29年 11月5日 海津郡 南濃町 | 昭和30年 4月1日 養老郡養老町 の一部 ※旧・津屋村の一部を編入 | 養老郡 養老町 の一部    | 養老郡 養老町 の一部 |

## 行政

### 市長
- 横川真澄（2021年5月8日就任、2期目）

### 姉妹都市・提携都市

#### 日本国外
姉妹都市
- エイボンデール（アメリカ合衆国アリゾナ州） 
1993年（平成5年）5月12日に旧海津町が姉妹都市提携

### 日本国内
姉妹都市
- 霧島市（鹿児島県）
江戸時代に幕府の命によって薩摩藩士が行った治水事業（宝暦治水）の業績を讃え、姉妹都市提携がなされた。
1970年（昭和45年）10月26日に旧海津町と旧国分市が姉妹都市提携。2006年4月25日に海津市と霧島市で再提携。

提携都市
- 愛西市（愛知県）
2007年（平成19年）3月1日 災害時相互応援協定締結

その他
- 全国門前町サミット
全国の神社仏閣を中心に発展してきた門前町を有する自治体・観光協会・商業関係者などが集まり地域活性、街作り推進のため開催する会議。

## 議会

### 市議会
- 定数：15人
- 任期：2021年9月28日 - 2025年9月27日

※ 2024年3月22日、「市長選挙と市議会議員選挙を同時選挙とするための議会解散についての意思確認投票」を実施（賛成12人、反対3人）
。
- 議長：橋本武夫（無会派）
- 副議長：二ノ宮一貴（for かいづ）

| 会派名             | 議席数 | 議員名                                                             |
| ------------------ | ------ | ------------------------------------------------------------------ |
| 政和会・清流くらぶ | 4      | 伊藤誠、里雄淳意、水谷武博、服部寿                                 |
| 海津市議会公明党   | 1      | 浅井まゆみ                                                         |
| 幸福実現党         | 1      | 伊藤久恵                                                           |
| 日本共産党         | 1      | 松岡唯史                                                           |
| for かいづ         | 1      | 二ノ宮一貴                                                         |
| 無会派             | 7      | 藤田敏彦、川瀬厚美、橋本武夫、片野治樹、北村富男、小粥努、古川理沙 |
| 計                 | 15     |                                                                    |

### 衆議院
- 選挙区：岐阜2区（大垣市、海津市、養老郡、不破郡、安八郡、揖斐郡）
- 選出議員：棚橋泰文（自由民主党）

## 施設

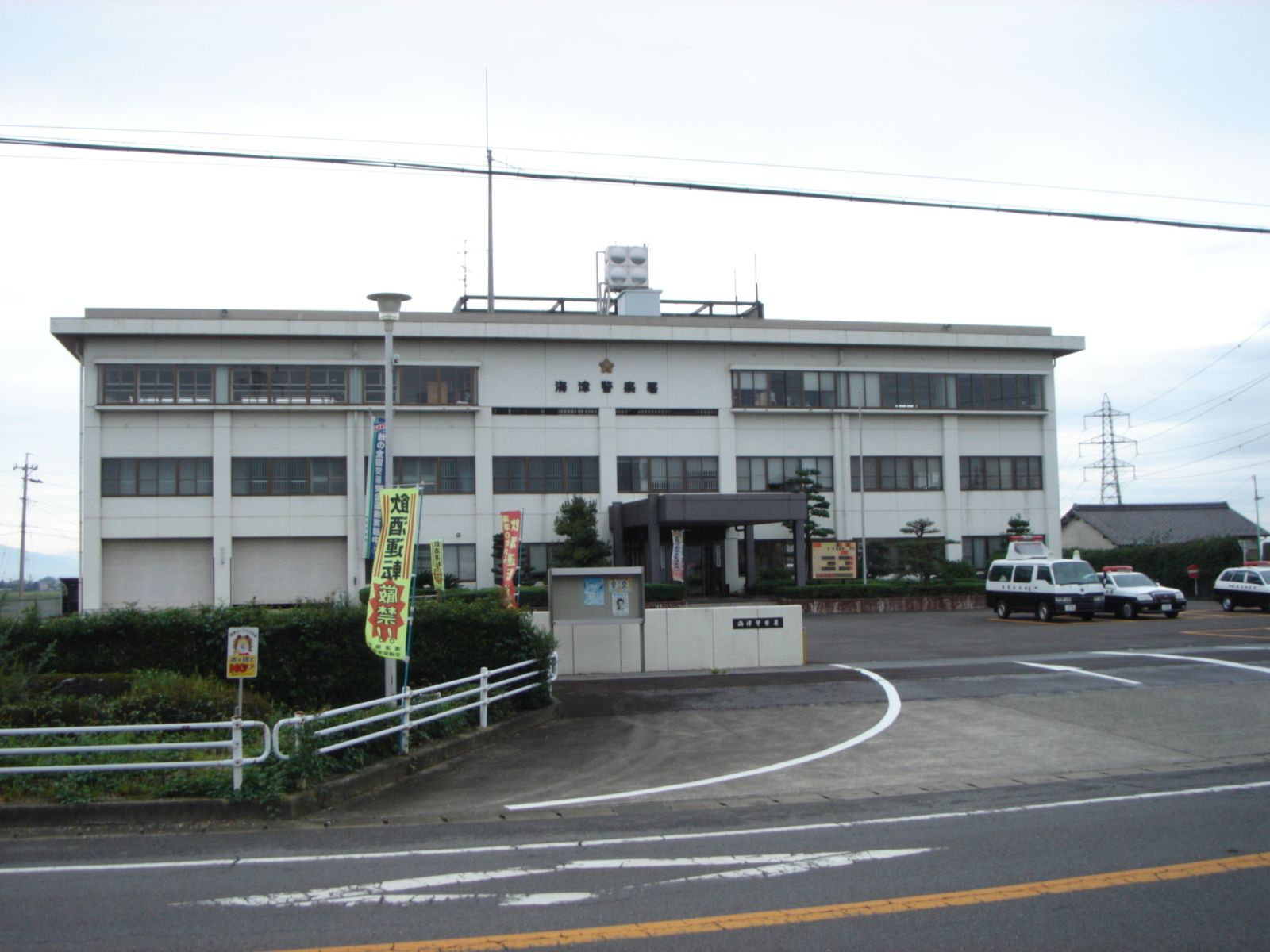
海津警察署

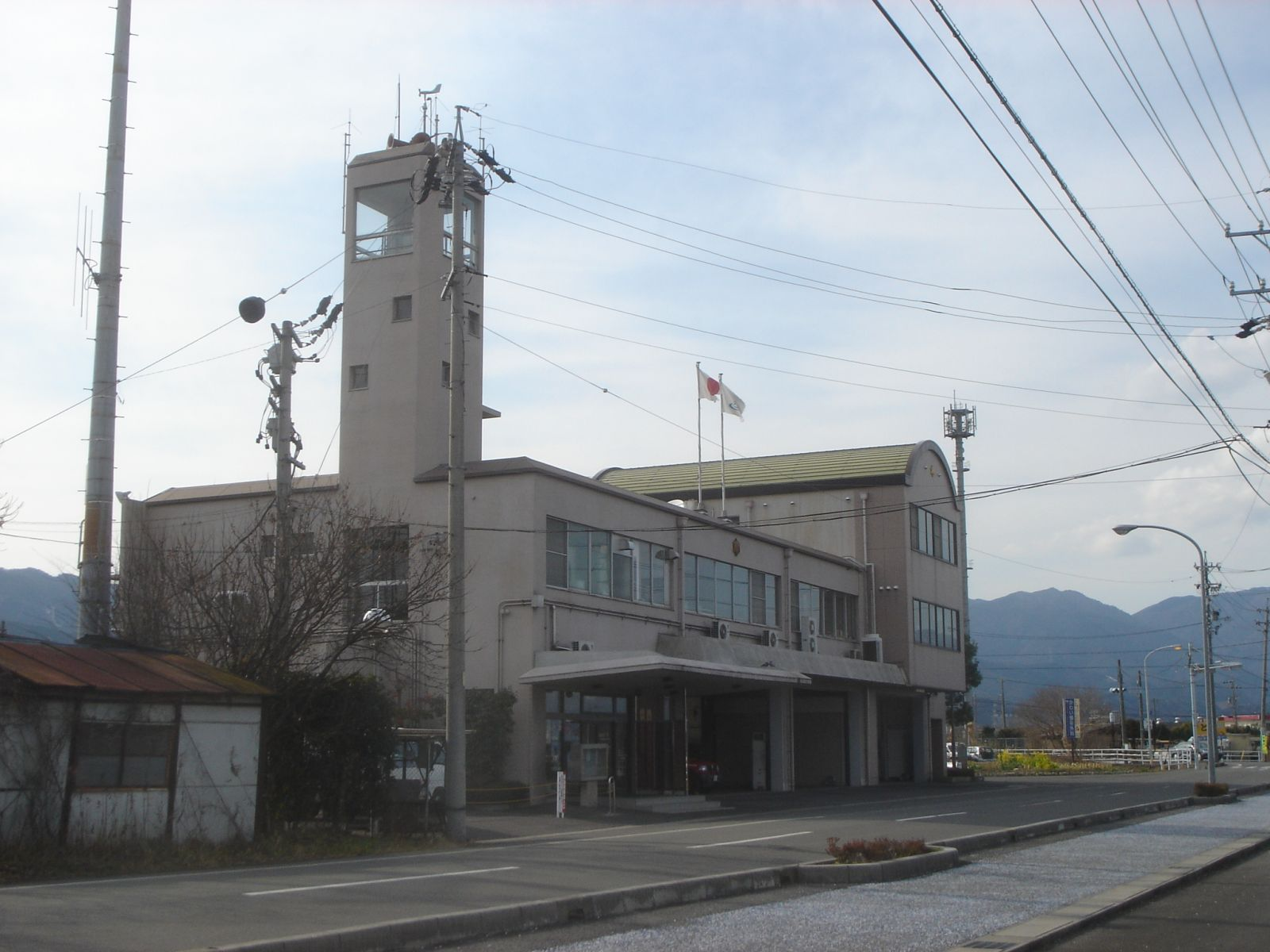
海津市消防本部

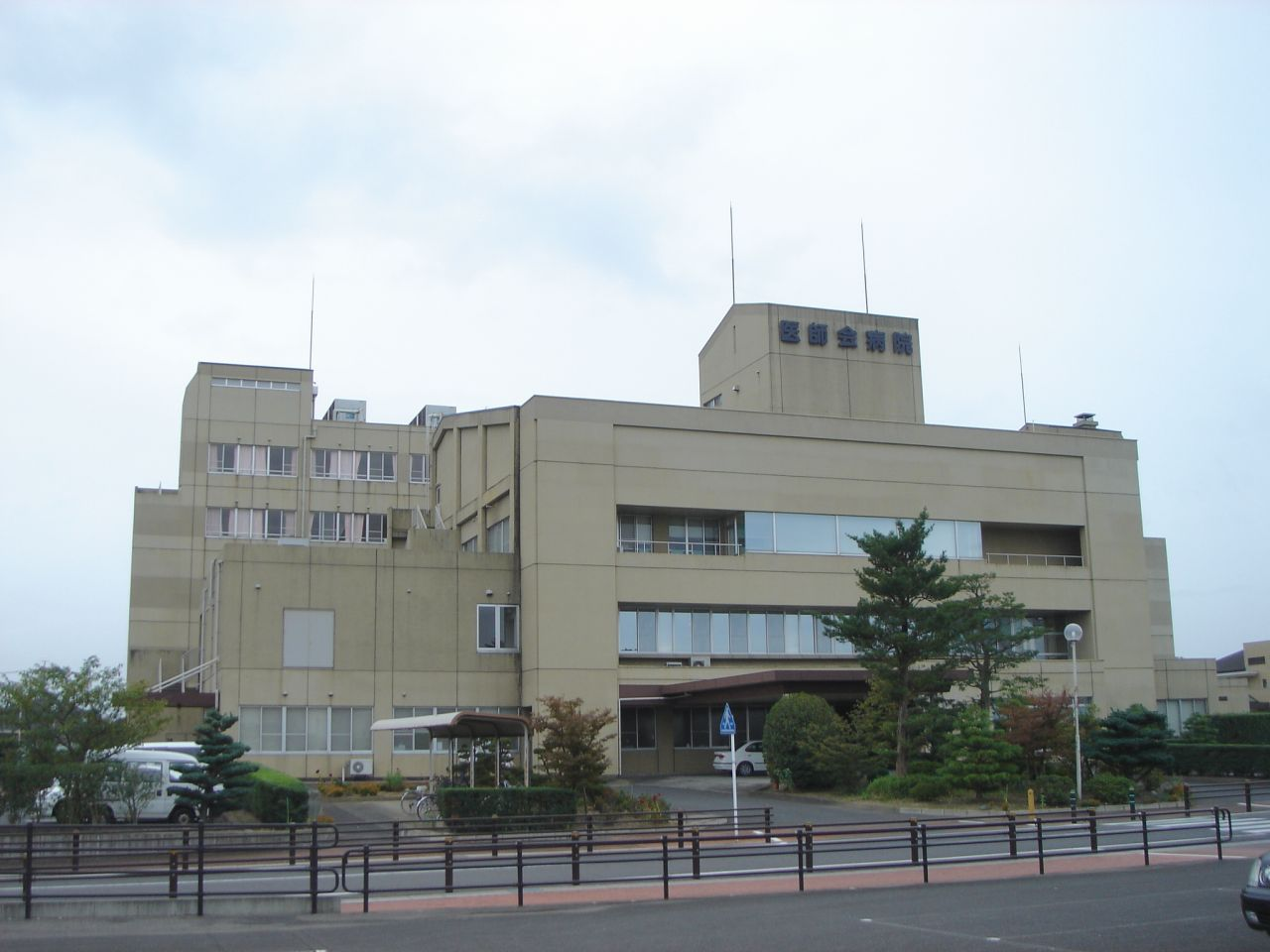
海津市医師会病院

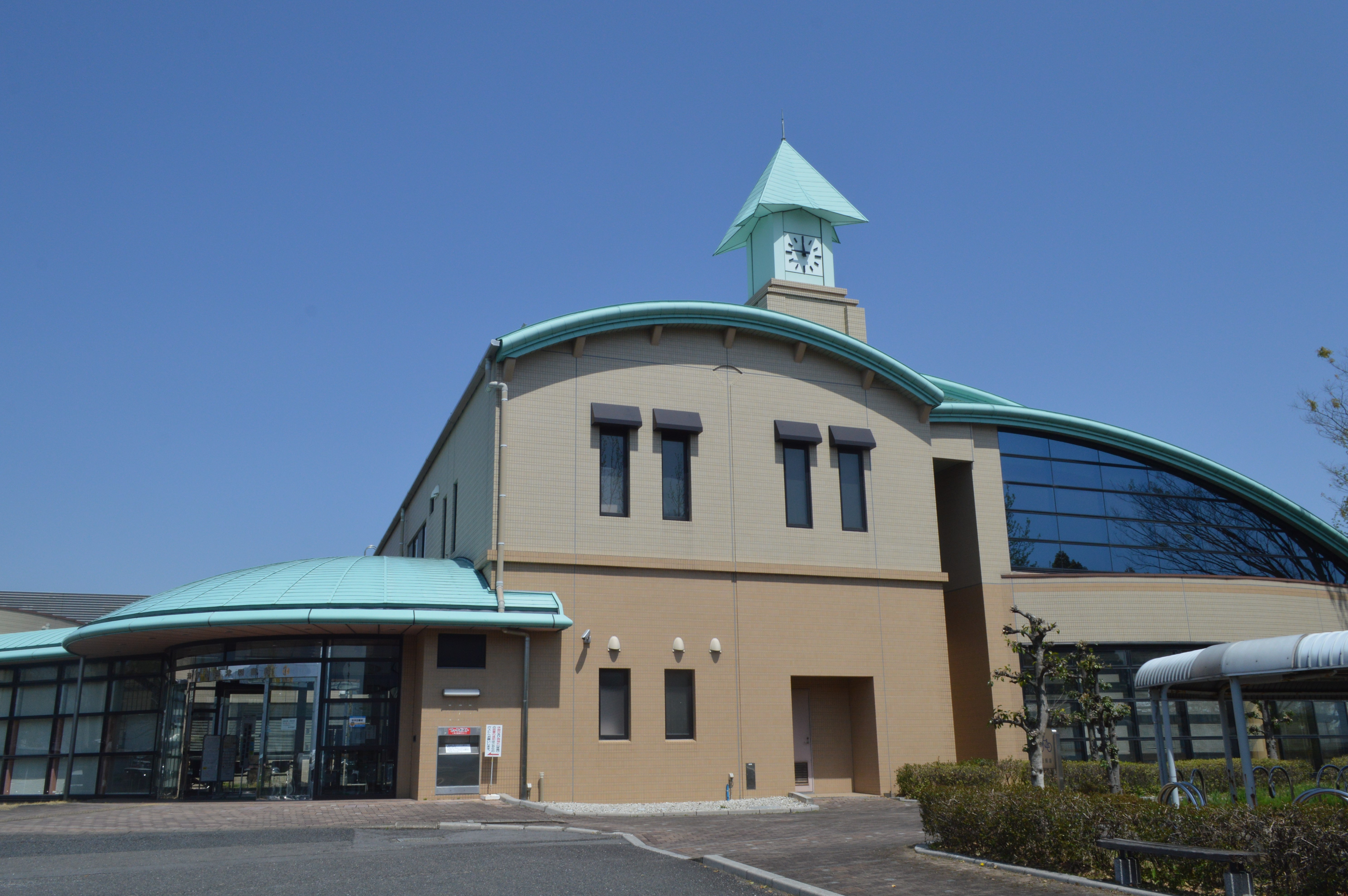
海津市海津図書館

### 市役所・支所
- 海津市役所
- 城山支所
- 平田支所
- 石津支所
- 下多度支所

### 警察
- 岐阜県警察海津警察署

### 消防
- 海津市消防本部海津市消防署
  - 南濃分署
  - 平田分署

### 医療
- 海津市医師会病院
- 養南病院

### 郵便局
- 海津郵便局
- 吉里郵便局
- 大江郵便局
- 平田郵便局
- 海西郵便局
- 南濃郵便局
- 石津郵便局

### 図書館
- 海津市図書館（組織名）
  - 海津市海津図書館
  - 海津市平田図書館

### 公園
- 国営木曽三川公園
- 平田公園
- 平田リバーサイドプラザ
- 羽根谷だんだん公園
- 月見の森

### その他施設
- 海津市歴史民俗資料館
- 海津市文化センター
- 海津市文化会館
- 長良川サービスセンター　長良川国際レガッタコース
- アクアワールド水郷パークセンター
- 岐阜県さぼう遊学館
- 木曽川滑空場

## 経済
自動車部品製造
- アサノ化成海津工場
- ジーテクト中部工場《駒野工業団地建設中》

菓子製造
- 湖池屋中部工場《駒野工業団地建設予定》

電力
- 中部電力大垣営業所 - 本市を担当する営業所[8]。

## 教育

### 高等学校
- 岐阜県立海津明誠高等学校

### 特別支援学校
- 岐阜県立海津特別支援学校

### 中学校
- 海津市立日新中学校
- 海津市立平田中学校
- 海津市立城南中学校

### 小学校
- 海津市立海津小学校
- 海津市立今尾小学校
- 海津市立海西小学校
- 海津市立石津小学校
- 海津市立城山小学校
- 海津市立下多度小学校

### 指定自動車教習所
- 西濃自動車学校

## 交通

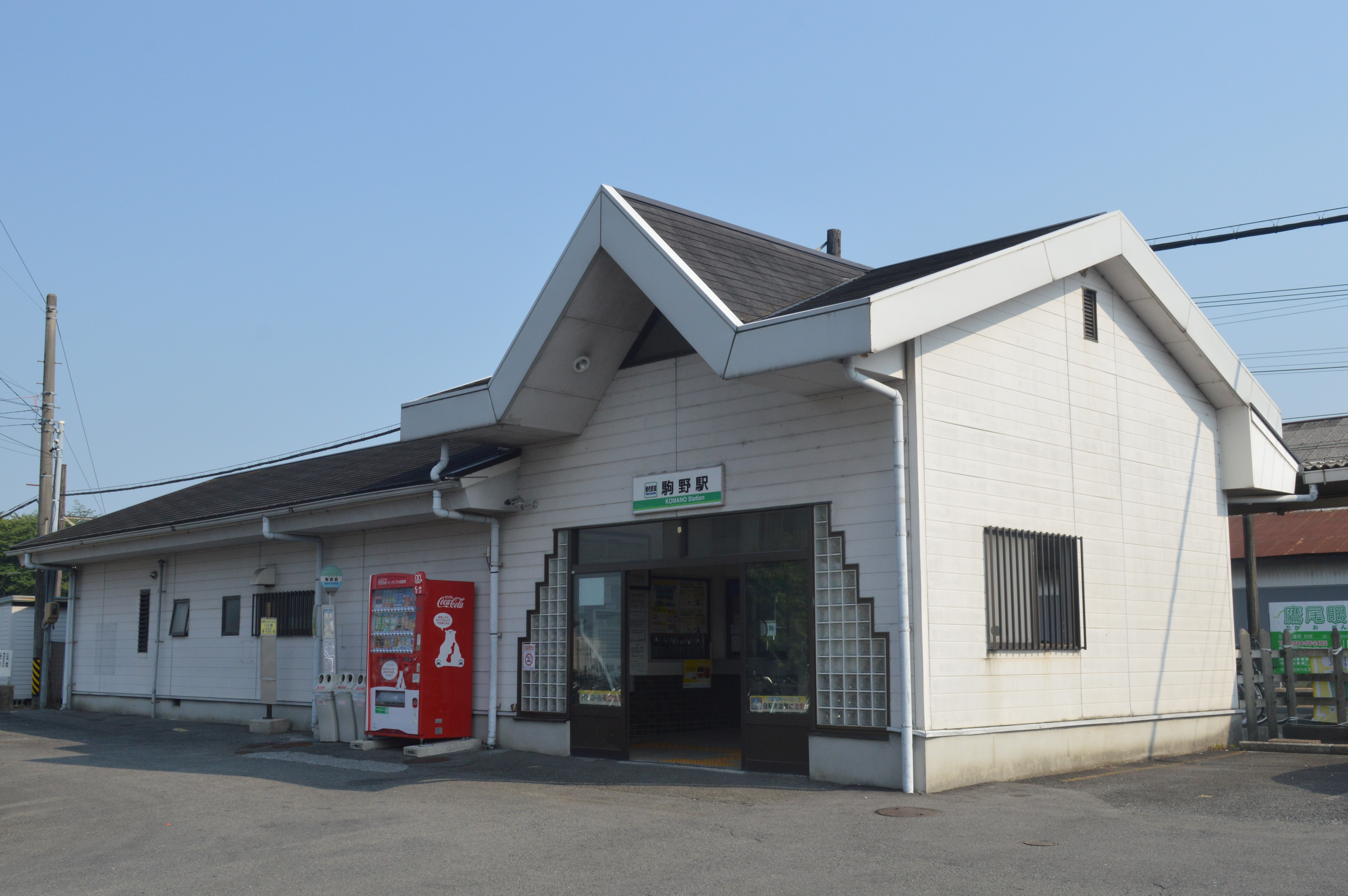
駒野駅

### 鉄道
- 養老鉄道
  - 養老線：（至桑名） - 美濃松山駅 - 石津駅 - 美濃山崎駅 - 駒野駅 - 美濃津屋駅 - （至大垣、揖斐）

- 中心となる駅：駒野駅

南濃地区を通っている。市役所のある海津地区及びお千代保稲荷のある平田地区に鉄道は通っていない。海津地区および平田地区の最寄駅は東海道新幹線の岐阜羽島駅及び名鉄羽島線の新羽島駅。

### バス
- 名阪近鉄バス
  - 海津線　（大垣駅前 - 今尾 - 海津市役所）
  - にしみのライナーリレーバス　（海津平田支所 - お千代保稲荷 - ザ·ビッグ輪之内 - 安八）　※安八で高速バスのにしみのライナーに接続する路線。年末年始になると千代保稲荷神社バス停を休止。
- 海津市コミュニティバス（一部土日祝のみ運行）
  - 木曽三川公園線 （水晶の湯-海津市役所-松山グリーンハイツ）
  - お千代保稲荷線 （駒野駅-海津市役所-お千代保稲荷）
  - 石津線 （石津南-海津市役所-岐阜羽島駅）
  - 駒野線（駒野駅-海津市役所）
- 海津市デマンド交通

### 道路

#### 高速道路
東海環状自動車道に属する海津スマートインターチェンジが設置される予定である。名神高速道路の岐阜羽島インターチェンジまたは大垣インターチェンジを利用する。南部地区は東名阪自動車道の桑名東インターチェンジまたは弥富インターチェンジを利用する。

#### 一般国道
- 国道258号

#### 県道（主要地方道）
- 岐阜県道1号岐阜南濃線
- 岐阜県道8号津島南濃線
- 岐阜県道23号北方多度線
- 岐阜県道25号南濃北勢線
- 岐阜県道56号南濃関ケ原線

#### 道の駅
- 月見の里 南濃（国道258号沿い）
- 道の駅クレール平田（県道23号沿い）

## 放送通信
- 市外局番は市内全域で0584（大垣MA）が使用される。
  - 市内局番は、旧海津町・南濃町が50番台を、旧平田町が60番台を主に使用する。
- 大垣ケーブルテレビ。

## 名所・旧跡・観光スポット

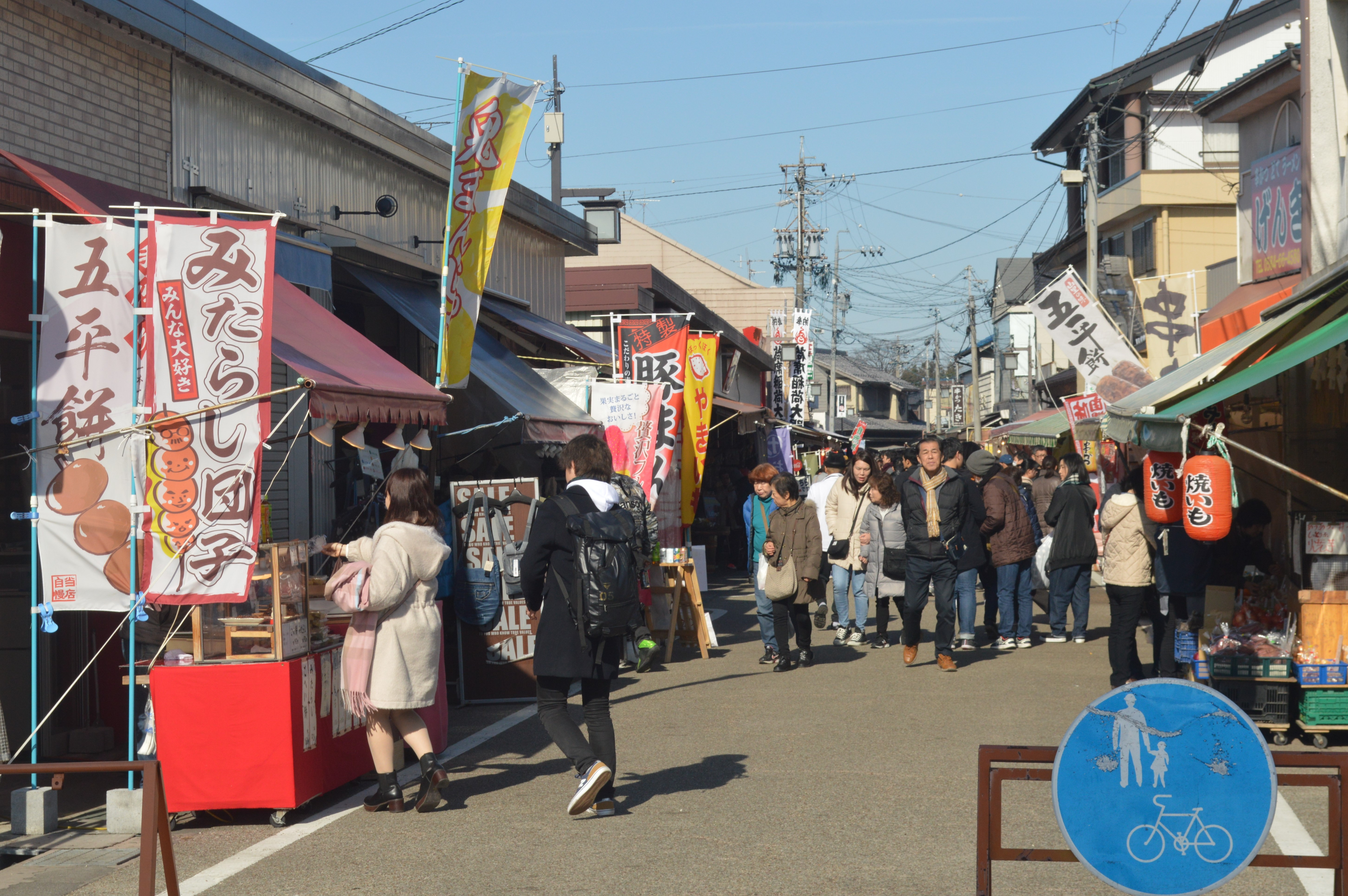
千代保稲荷神社の門前町

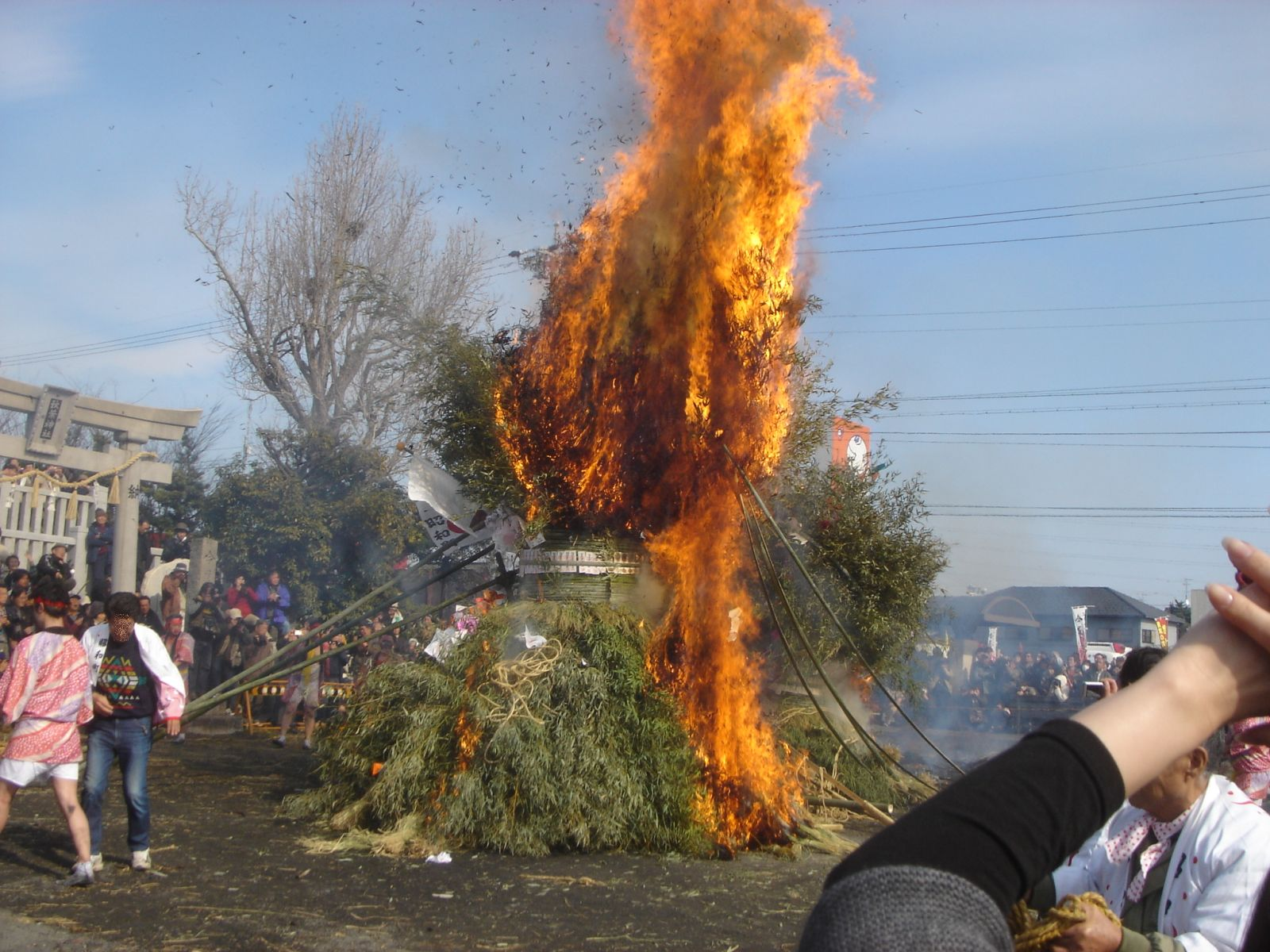
今尾の左義長(今尾秋葉神社於)

### 名所・旧跡
城郭
- 今尾城
- 駒野城：市の史跡

主な寺院
- 行基寺
- 桂林寺
- 西願寺：今尾陣屋の陣屋門が移築されている。
- 二恩寺（高須別院二恩寺）
- 円満寺
- 本慶寺

主な神社
- 千代保稲荷神社（お千代保稲荷）
- 治水神社
- 荷席稲荷神社
- 東天神社
- 杉生神社
- 諏訪神社
- 今尾神社
- 今尾秋葉神社
- 天白神社

主な史跡
- 早川家住宅（国指定重要文化財）

街道
- 今尾陣屋
- 高須陣屋：郷土資料館がある。高須藩藩庁跡

### 観光スポット
温泉施設
- 海津温泉
- 南濃温泉

その他
- 国営木曽三川公園
  - 木曽三川公園センター
  - アクアワールド水郷パークセンター
  - 長良川サービスセンター
- 千本松原
- 羽根谷だんだん公園
- 津屋川堤防のヒガンバナ群生地
- 海津市歴史民俗資料館
- 氷砂糖資料館
- 海津市市民プール
- 庭田山頂公園(二之瀬越、三重県いなべ市との県境付近)

## 祭事・催事
- 今尾の左義長（2月第2日曜日）
- 高田の甘酒まつり（10月第2日曜日）
- 東天神社まつり
- 国営木曽三川公園「チューリップ祭」
- 長良川国際トライアスロン大会[10]
- デ・レーケ記念交流レガッタ
- 海津市産業感謝祭

## 著名な出身者
- 高須四兄弟 - 美濃国高須藩藩主松平義建の子。幕末に幕府側、朝廷側の主要人物として活躍した。
  - 松平容保 - 会津藩9代目藩主。新撰組を配下に置き、戊辰戦争では京都守護職として幕府軍を指揮。佐幕派として活躍。
  - 徳川慶勝 - 尾張藩14代、17代藩主。第一次長州征討では征長総督。朝廷派として、明治維新の成立に貢献する。
  - 松平定敬 - 桑名藩第4代藩主。19歳で京都所司代に就任し、一会桑政権の一翼を担う。
  - 徳川茂徳 - 高須藩第11代藩主、尾張藩第15代藩主、一橋徳川家第10代当主。明治維新では徳川一族を代表し、明治新政府との交渉にあたる。
- 早川周造 - 実業家でもあり、県議会議員、貴族院議員。明治時代の三度にわたる木曾三川水害の復旧工事に、尽力。
- 安田伊左衛門 - JRA初代理事長。「日本競馬の父」。
- 春日一幸 - 政治家、実業家, 民社党 第3代中央執行委員長。
- 大島寅夫 - 中日新聞社副会長、元社長。旧・東江村出身。
- 後藤安太郎 - 後藤商事社長、名古屋米穀取引所理事長。
- 嶋聡 - 衆議院議員、ソフトバンク社長室長。
- 若ノ國豪夫 - 大相撲力士。旧・南濃町出身。
- 嶋基宏 - プロ野球選手。
- 櫻井由香 - バレーボール選手。
- 森和代 - バレーボール選手。
- 宇野悦加 - フリーアナウンサー、NHK岐阜放送局契約キャスター。
- 安藤友香 -陸上競技（マラソン）選手。
- 足立佳奈 -歌手、シンガーソングライター、タレント。